# Exposició Internacional de Barcelona
L'Exposició Internacional de Barcelona tingué lloc del 20 de maig de 1929 al 15 de gener de 1930 a la muntanya de Montjuïc, on ocupà una superfície de 118 hectàrees, i tingué un cost de 130 milions de pessetes. Entre la vintena d'estats que participaren oficialment, hi havia Alemanya, Bèlgica, Dinamarca, França, Hongria, Itàlia, Noruega, Romania o Suïssa, així com també expositors privats japonesos i estatunidencs.
Cal destacar que a Barcelona es guardava un grat record de l'Exposició Universal de 1888 al Parc de la Ciutadella, que suposà un gran avenç per la ciutat en el terreny econòmic i tecnològic. La nova exposició originà la remodelació de Montjuïc i de la Plaça d'Espanya, i deixà nombrosos edificis i instal·lacions com el Palau Nacional, la Font Màgica, el Teatre Grec, el Poble Espanyol i l'Estadi Olímpic. També suposà un gran desenvolupament urbanístic per a la ciutat, així com un banc de proves per als nous estils arquitectònics gestats a començaments del segle xx. A nivell local, representà la consolidació del noucentisme, estil d'aire clàssic que substituí el modernisme preponderant a Catalunya durant la transició de segle; a més, suposà la introducció a Espanya dels corrents d'avantguarda internacionals, especialment el racionalisme, a través del Pavelló d'Alemanya de Ludwig Mies van der Rohe.
|  |

## Història

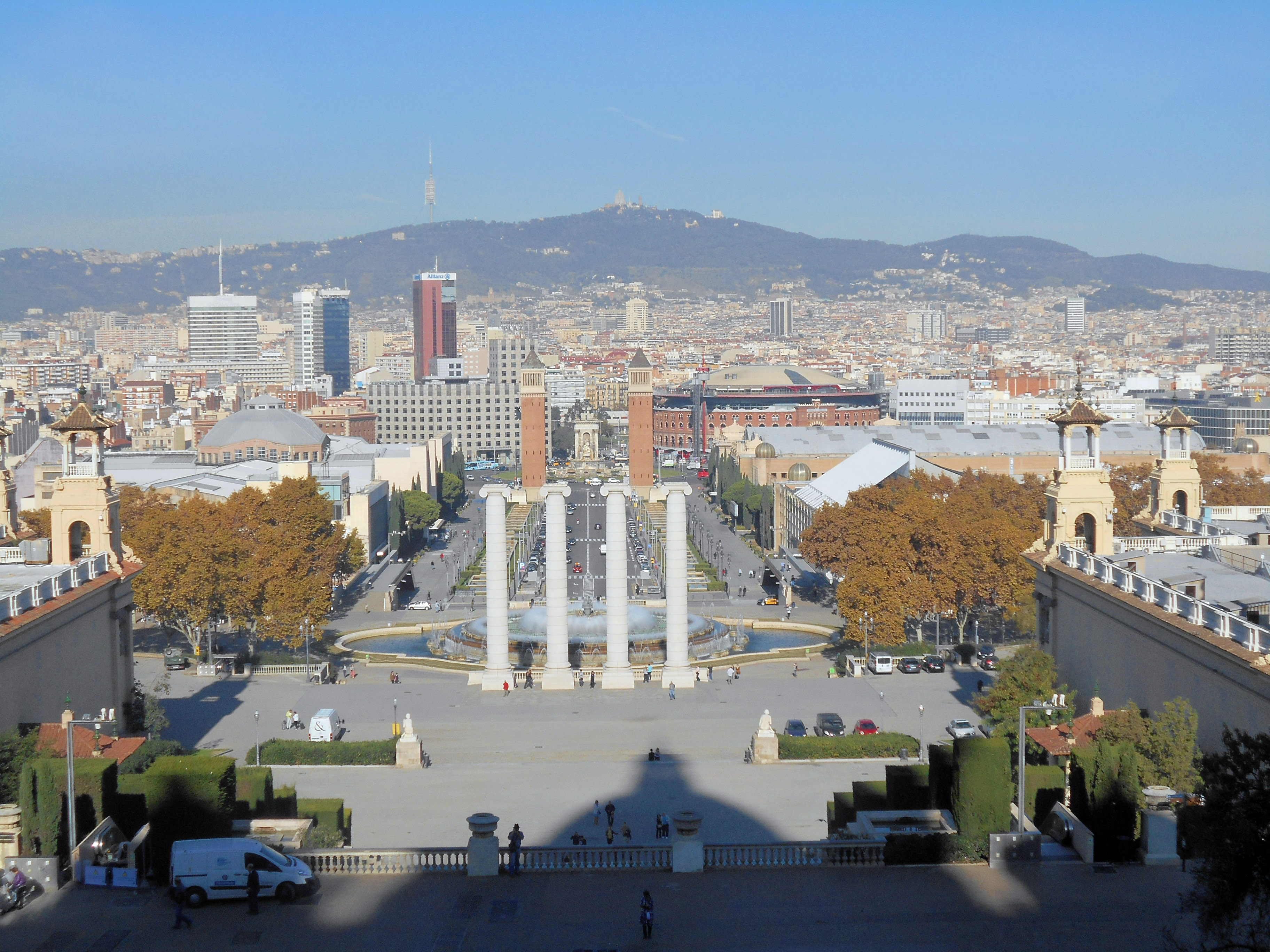
Barcelona vista des del Palau Nacional de Montjuïc

La idea d'una nova exposició, promoguda per l'arquitecte Josep Puig i Cadafalch, començà a gestar-se el 1905 com una forma de dur a terme el nou pla d'enllaços de Barcelona dissenyat per Léon Jaussely. Inicialment es volia que el recinte de l'exposició estigués situat a la zona del Besòs, però el 1913 es decidí la seva ubicació definitiva a Montjuïc. A causa de l'apogeu de la indústria elèctrica des de finals del segle xix es pensà realitzar una Exposició d'Indústries Elèctriques. El regidor lerrouxista Pich i Pon, amb interessos empresarials al sector elèctric, va ser un dels impulsors d'aquesta temàtica per a l'exposició. Prevista en principi per al 1917, s'endarrerí a causa de l'esclat de la Primera Guerra Mundial.
El projecte de Puig i Cadafalch rebé el suport de la institució empresarial Foment del Treball Nacional, especialment de Francesc d'Assís Mas, un dels seus dirigents, que s'encarregà de les negociacions amb els diversos organismes oficials implicats en el projecte. Així doncs, el 1913 es va crear una comissió mixta per a l'organització de l'esdeveniment, formada per representants del Foment Nacional del Treball i de l'Ajuntament, essent nomenats comissaris de l'organització Josep Puig i Cadafalch, Francesc Cambó i Joan Pich i Pon.
El 1915 es presentà un primer avantprojecte a càrrec de Puig i Cadafalch, que es dividí en tres projectes més concrets, cadascú encarregat a un equip d'arquitectes: 
- Puig i Cadafalch –amb Guillem Busquets– es reservà la part baixa de la muntanya, destinada a la Secció Oficial;
- Lluís Domènech i Montaner i Manuel Vega i March s'encarregaren de la part alta de la muntanya, destinada a Secció Internacional;
- Enric Sagnier i Villavecchia i August Font i Carreras desenvoluparen el sector de Miramar, destinat a una possible Secció Marítima del certamen que, finalment, no es dugué a terme.[6]

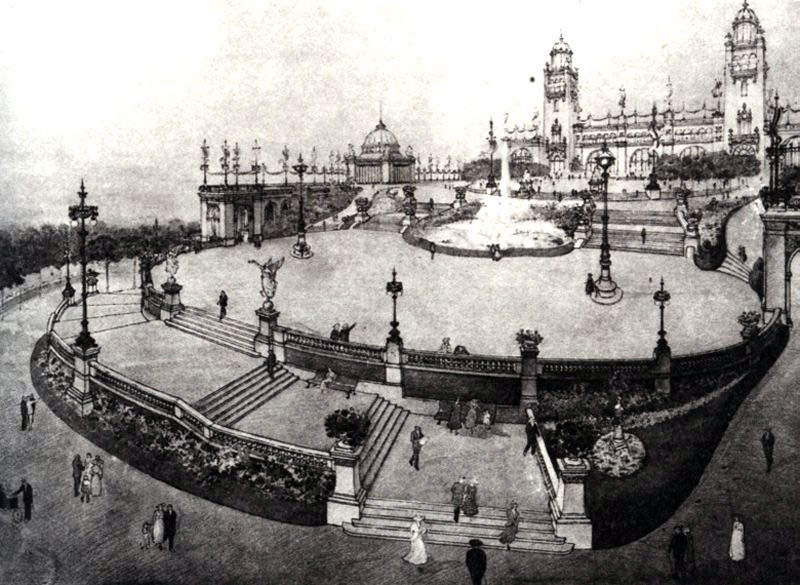
Projecte de Miramar, d'Enric Sagnier i Villavecchia i August Font i Carreras

La primera dificultat fou la consecució dels terrenys, ja que per l'exposició calien almenys 110 hectàrees i, el 1914, l'Ajuntament de Barcelona tan sols en posseïa 26. Es va haver de recórrer a l'expropiació de terrenys, conforme a una llei de 1879 per l'expropiació de terrenys amb fins públics. El 1917 començaren les obres d'urbanització de la muntanya de Montjuïc, a càrrec de l'enginyer Marià Rubió i Bellver. El projecte d'enjardinat anà a càrrec de Jean-Claude Nicolas Forestier, que comptà amb la col·laboració de Nicolau Maria Rubió i Tudurí; van realitzar un conjunt de marcat caràcter mediterrani, de gust classicista, combinant els jardins amb la construcció de pèrgoles i terrasses. Igualment, es construí un funicular per poder accedir fins a dalt de la muntanya, així com un transbordador aeri per accedir-hi des del Port de Barcelona, encara que fou inaugurat posteriorment (1931).

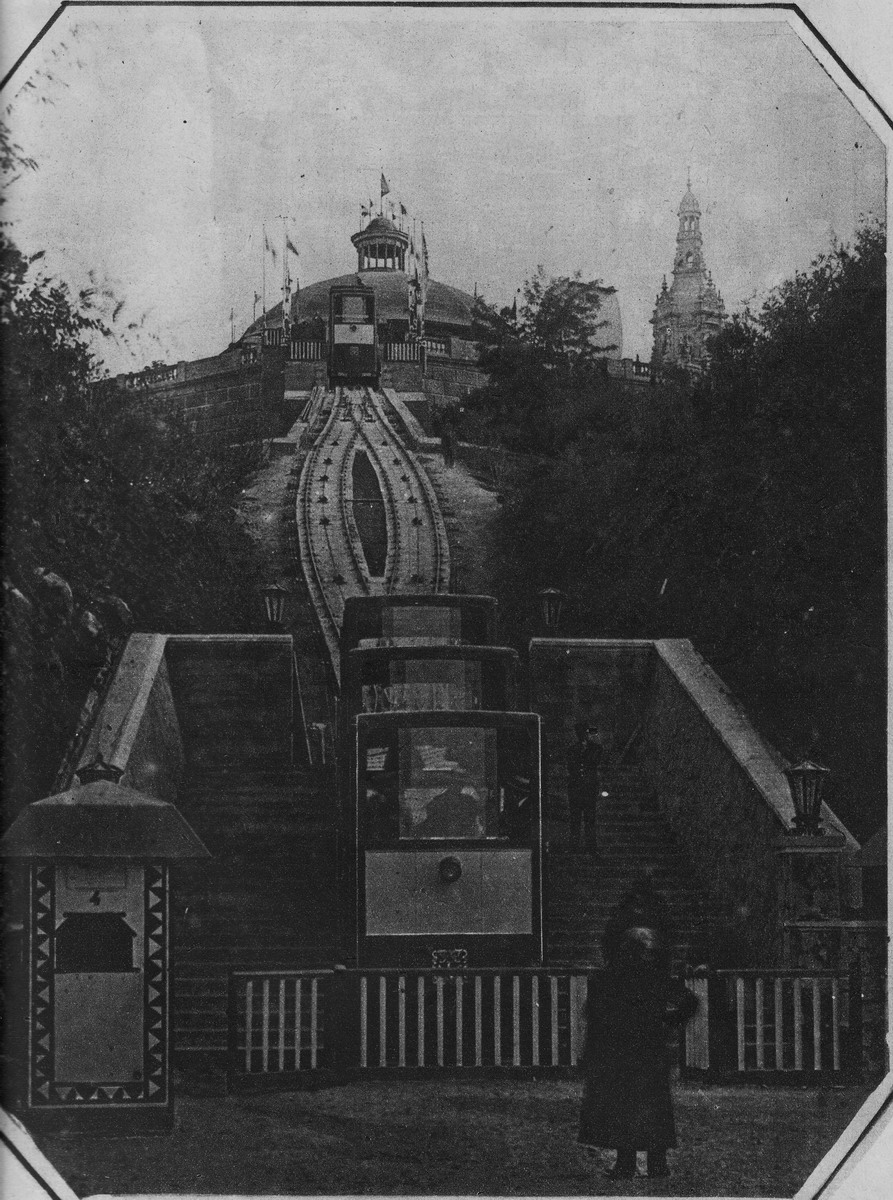
Funicular per pujar al Palau Nacional

Les obres es van endarrerir diversos anys, essent finalitzades el 1923; malauradament, la instauració aquell any de la dictadura de Primo de Rivera postergà la celebració de l'esdeveniment, qui va decidir postergar-la fins al 1929, perquè coincidís amb l'Exposició Iberoamericana de Sevilla. El règim dictatorial espanyolitzà el certamen: canvià el nom del Poble Espanyol, que originalment havia de ser Iberona; donà nom a la Plaça d'Espanya; enderrocà el 1928 les Quatre Columnes de Puig i Cadafalch, i creà una comissió per a construir el monumento a la raza hispana, aprofitant la iniciativa del president argentí Hipólito Yrigoyen, que el 1917 havia fixat el 12 d'octubre com a "día de la raza".
Tanmateix, el pas del temps deixà obsolet l'objectiu de dedicar l'Exposició a les Indústries Elèctriques, decidint-se el 1925 que es denominaria Exposició Internacional de Barcelona. El canvi d'objectiu feu que es reorganitzés l'Exposició dedicant-la a tres vessants: la indústria, els esports i l'art. En aquest nou període, Puig i Cadafalch va ser relegat per les seves idees catalanistes i la seva vinculació amb la Mancomunitat, i l'organització recaigué en mans del marquès de Foronda, essent nomenat Pere Domènech i Roura director de les obres.

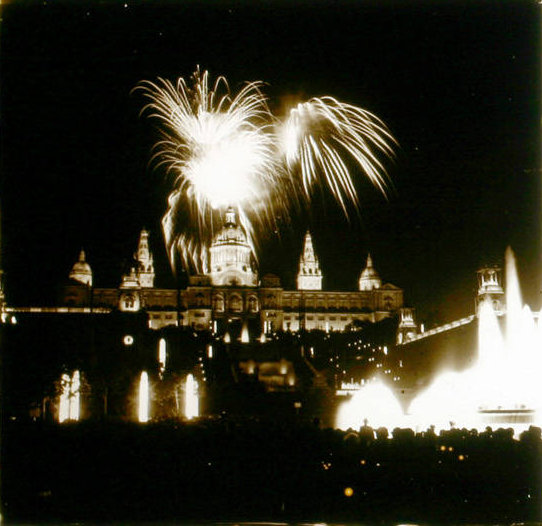
Focs d'artifici durant els actes de l'Exposició Universal de 1929

El desenvolupament posterior del certamen evidencià una gran varietat estilística als edificis construïts per diversos arquitectes, alguns fidels al noucentisme imperant a l'època, però altres recurrents a tendències historicistes i eclèctiques que pervivien des de finals del segle xix, amb especial influència de l'art barroc espanyol. Malgrat aquesta diversitat, un segell comú a totes les construccions –almenys les oficials–, fou un sentit monumental i grandiloqüent de concebre l'arquitectura. En canvi, als pavellons privats i de la Secció Internacional es troben solucions més avançades, paral·leles als corrents d'avantguarda de l'època, principalment l'art déco i el racionalisme, les quals, a més, subjauen la intenció de conjugar funcionalisme i estètica.
La inauguració es produí el 19 de maig de 1929, efectuada pel rei Alfons XIII, amb l'assistència del dictador, Miguel Primo de Rivera, així com múltiples personalitats del món de la política, l'economia i la cultura catalanes, encapçalats per l'alcalde Darius Rumeu i Freixa, baró de Viver. En total hi van assistir unes 200.000 persones entre el públic en general. L'Exposició tingué un èxit relatiu, ja que durant la seva celebració es produí el cèlebre crack de la borsa de Nova York, el 29 d'octubre de 1929, fet que va reduir el nombre de participants en el certamen. El saldo final fou d'un dèficit d'uns 180 milions de pessetes de l'època (uns 300 milions d'euros actuals).

## Recinte

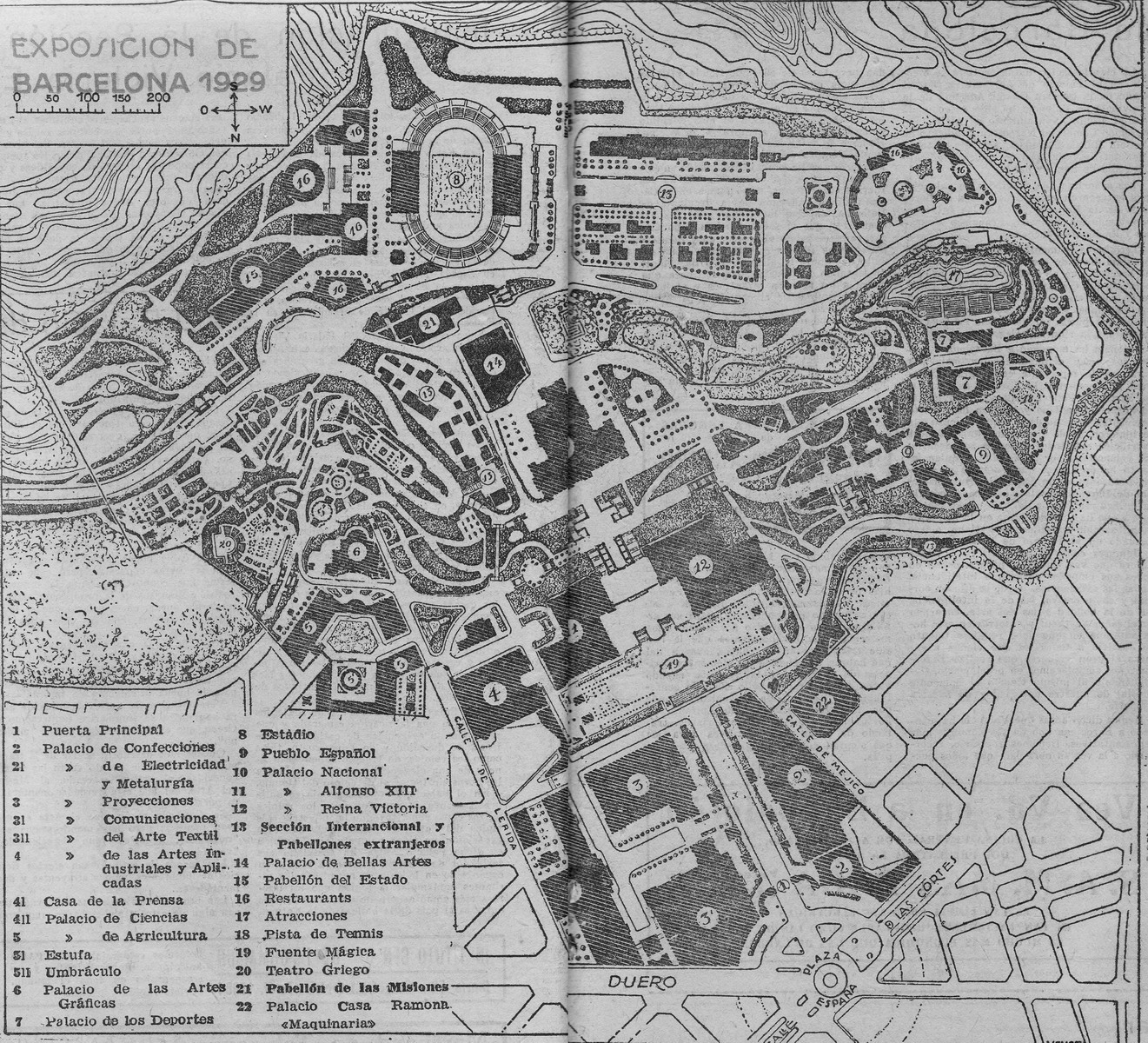
Plànol del recinte

El recinte de l'Exposició es va construir segons el projecte de Puig i Cadafalch, amb dos distintes tipologies d'edificis: els palaus, dedicats a les seccions oficials del certamen, i els pavellons, que representaven països, institucions o societats. El conjunt partia de la Plaça d'Espanya, on es van construir quatre grans hotels pels visitants, passant per l'Avinguda d'Amèrica (actual Avinguda de la Reina Maria Cristina), on s'ubicaven els grans edificis de l'Exposició, fins al peu de la muntanya, on se situà la Font Màgica, flanquejada pels Palaus d'Alfons XIII i Victòria Eugènia; d'aquí partia una escalinata que conduïa al Palau Nacional, l'obra més monumental de l'Exposició.
L'Avinguda de la Reina Maria Cristina va ser decorada amb brolladors d'aigua i 116 obeliscs de vidre il·luminats per llum elèctrica, obra de Carles Buïgas i l'empresa Siemens AG, que causaren una gran sensació. A ambdós costats de l'avinguda es trobaven els edificis principals de l'Exposició: el Palau del Vestit, el Palau de Comunicacions i Transports i el Palau de la Metal·lúrgia, Electricitat i Força Motriu; aquest conjunt arquitectònic constitueix actualment la Fira de Mostres de Barcelona. Prop de l'avinguda es trobava la Plaça de la Mecànica (actualment de l'Univers), al centre de la qual se situava la Torre de la Llum, una font lluminosa (Jardí d'Aigua-Llum), obra de Buïgas, i l'escultura El treball, de Josep Llimona.

### Plaça d'Espanya

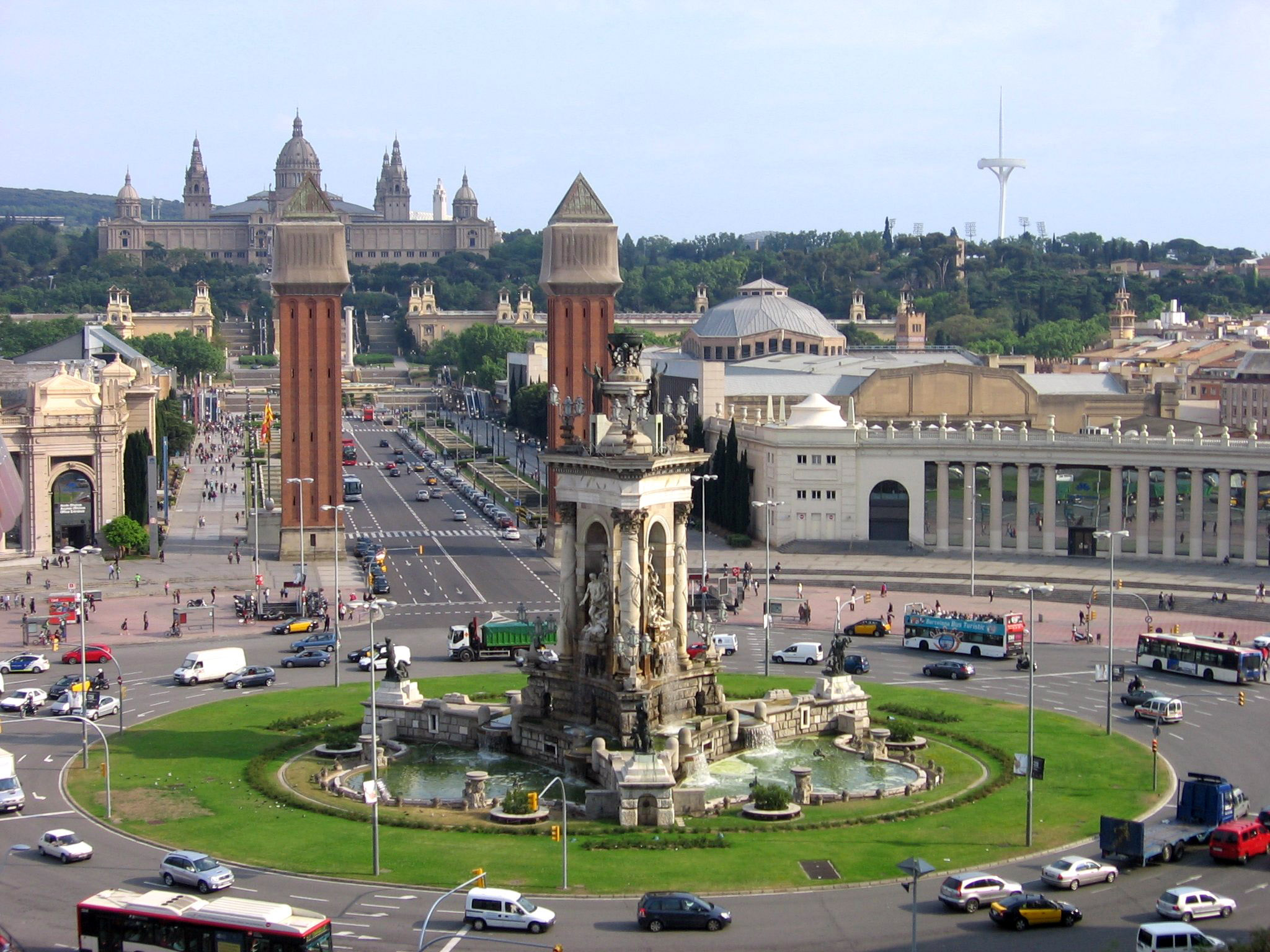
Plaça d'Espanya

Fou projectada per Ildefons Cerdà en el seu projecte d'Eixample com a via de comunicació entre Barcelona i les poblacions del Baix Llobregat. Després d'un primer projecte per urbanitzar la plaça de Josep Amargós (1915), finalment es van encarregar de les obres Josep Puig i Cadafalch i Guillem Busquets, continuades per Antoni Darder i Marsà des del 1926. Van dissenyar un conjunt monumental de forma circular, entorn d'un hemicicle format per una columnata d'estil barroc, influenciada per la plaça de Sant Pere del Vaticà de Bernini. A la plaça es van construir els hotels de l'Exposició, obra de Nicolau Maria Rubió i Tudurí, dels quals tan sols resta el situat entre la Gran Via i el carrer Creu Coberta, actualment destinat a Institut Municipal d'Educació.
A l'accés de la plaça que condueix a l'avinguda de la Reina Maria Cristina es van situar dues altes torres en forma de campaniles, inspirades en les de la plaça de Sant Marc de Venècia, obra de Ramon Reventós. Als peus de les torres hi havia una balustrada d'accés al recinte de l'Exposició decorada amb quatre escultures: les Arts i la Indústria, de Carles Ridaura; el Comerç, d'Enric Monjo; i l'Esport, de Josep Viladomat. Aquesta balustrada va ser eliminada els anys 1970 durant una reurbanització de la plaça degut a les obres del metro, i juntament amb ella van desaparèixer les estàtues; tan sols es va conservar una, la de les Arts —també anomenada Dona amb nen—, traslladada a un lloc proper, a l'avinguda del Paral·lel prop de la cantonada amb el carrer de Lleida.
Al centre de la plaça –on anteriorment es trobava la creu de terme de la ciutat a l'antiga carretera de Madrid– figura una font monumental dissenyada per Josep Maria Jujol, amb una ornamentada decoració escultòrica obra de Miquel Blay i els germans Miquel i Llucià Oslé. D'inspiració clàssica, el sentit iconogràfic de l'obra representa una al·legoria poètica a Espanya: sobre un estany de planta triangular se situa un edicle amb tres nínxols amb grups escultòrics que simbolitzen els rius que desemboquen als tres mars que rodegen la península Ibèrica, l'Ebre (Mediterrani), el Guadalquivir i el Tajo (Atlàntic) i unes figures d'adolescents pels rius del Mar Cantàbric, obra de Blay; als vèrtexs de l'estany se situen tres grups que representen els fruits i dons de les aigües: Abundància, la Salut Pública i la Pesca i la Navegació, obra dels germans Oslé; al voltant del cos central se situen tres columnes amb diverses figures i emblemes que simbolitzen la Religió (una creu amb Ramon Llull, Santa Teresa de Jesús i Sant Ignasi de Loiola), l'Heroisme (una espasa amb Pelai I, Jaume I i Isabel la Catòlica), i les Arts (un llibre amb Ausiàs March i Miguel de Cervantes); remata l'obra un peveter de foc amb tres Victòries.

### La Font Màgica

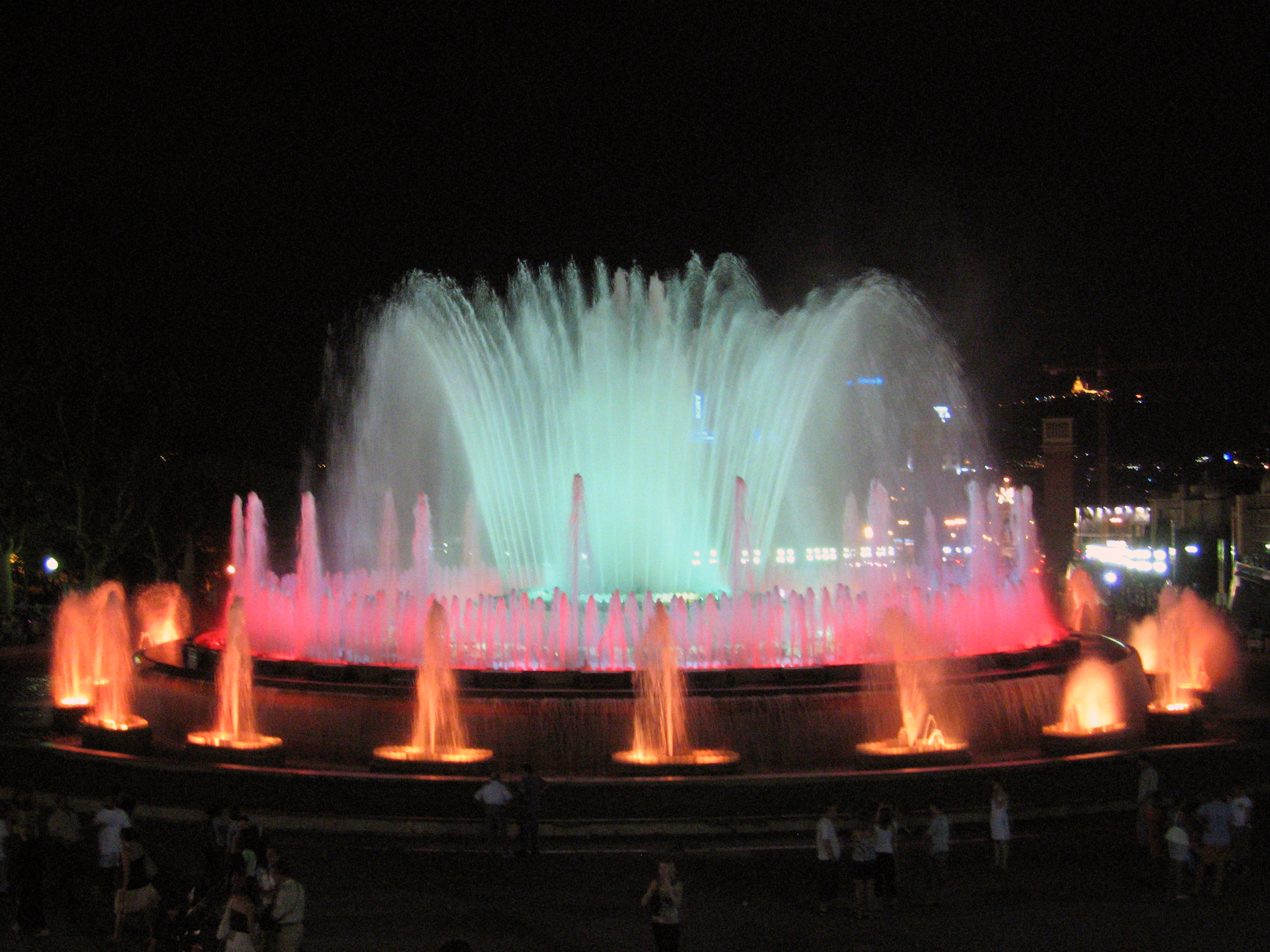
Font màgica de Montjuïc

Al final de l'avinguda i al peu de la muntanya es construí la famosa Font màgica de Montjuïc, obra de Carles Buïgas, que astorà el públic pel seu fantàstic joc de llums i brolladors d'aigua; encara avui és una obra emblemàtica de la capital catalana, on solen celebrar-se espectacles piromusicals a les festes de la Mercè. És de forma el·lipsoidal, formada per tres estanys concèntrics a diferents nivells, amb 65 m de diàmetre en la seva part més ampla. Accionada per un motor de 1.100 CV, té un cabal de 2600 l/s, amb trenta jocs d'aigua diferents, amb les seves corresponents coloracions graduals, basades en cinc colors: groc, blau, verd, vermell i blanc. Fou construïda per tècnics de la companyia Westinghouse.

### Les Quatre Columnes
En un principi s'hi van construir quatre columnes jòniques que simbolitzaven la senyera catalana, obra de Puig i Cadafalch, però el dictador Primo de Rivera les manà enderrocar. Amb el restabliment de la democràcia van sorgir diverses veus que proposaven reconstruir les columnes, projecte que es va dur a terme entre 2010 i 2011 per l'equip d'arquitectes Rosselló-Sangenís, una mica més amunt del seu emplaçament original. Van ser inaugurades el 27 de febrer de 2011 pel President de la Generalitat de Catalunya, Artur Mas, i l'alcalde de Barcelona, Jordi Hereu.

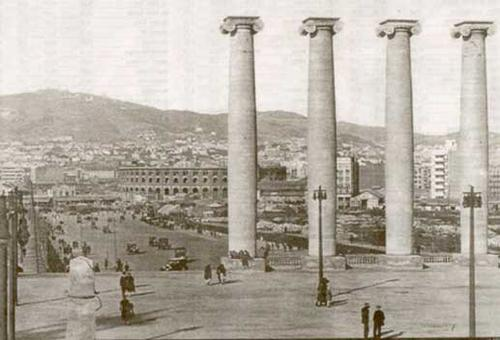
Les antigues quatre columnes, enderrocades el 1928
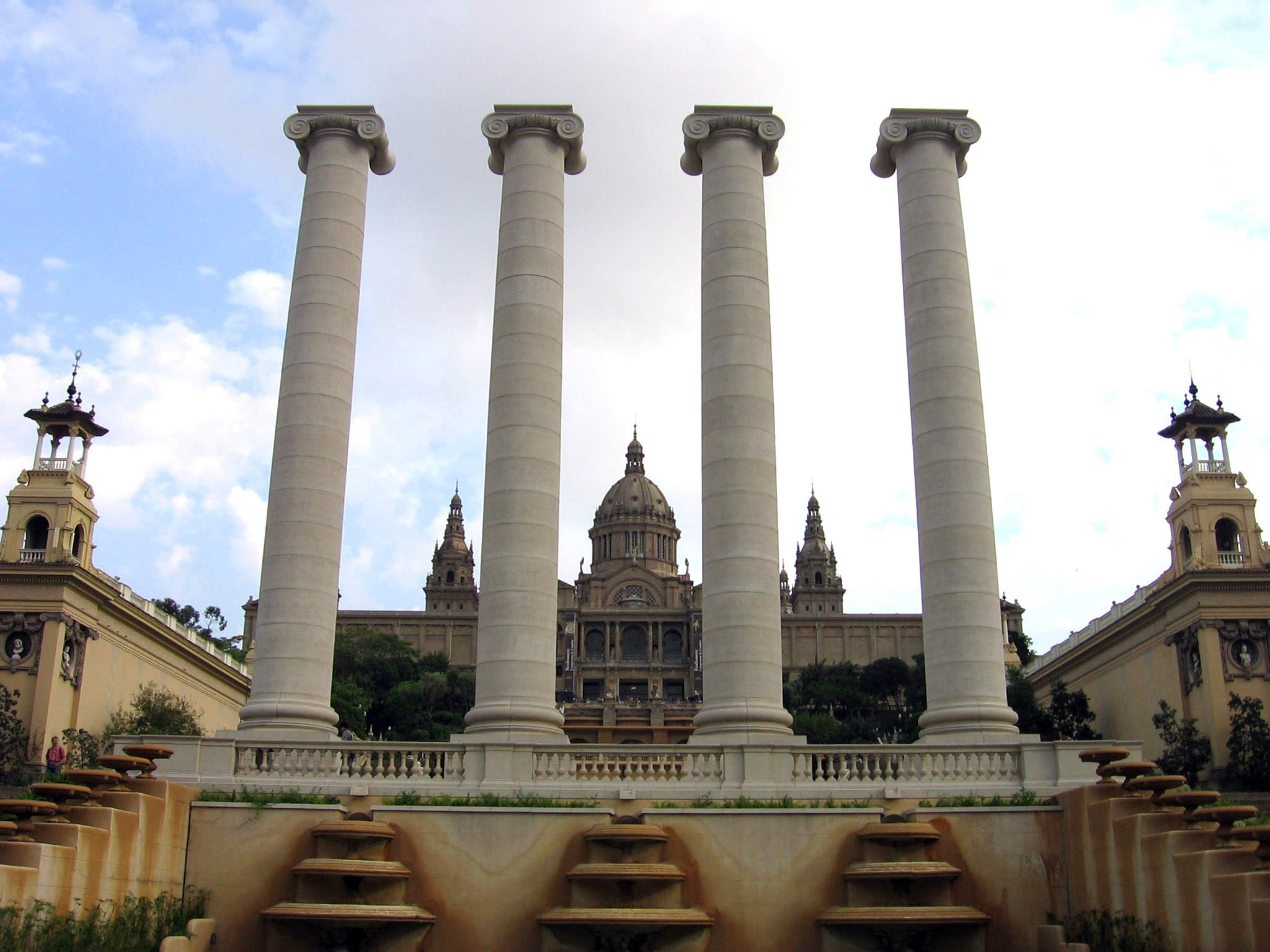
Les columnes reconstruïdes el 2011

### Secció Oficial

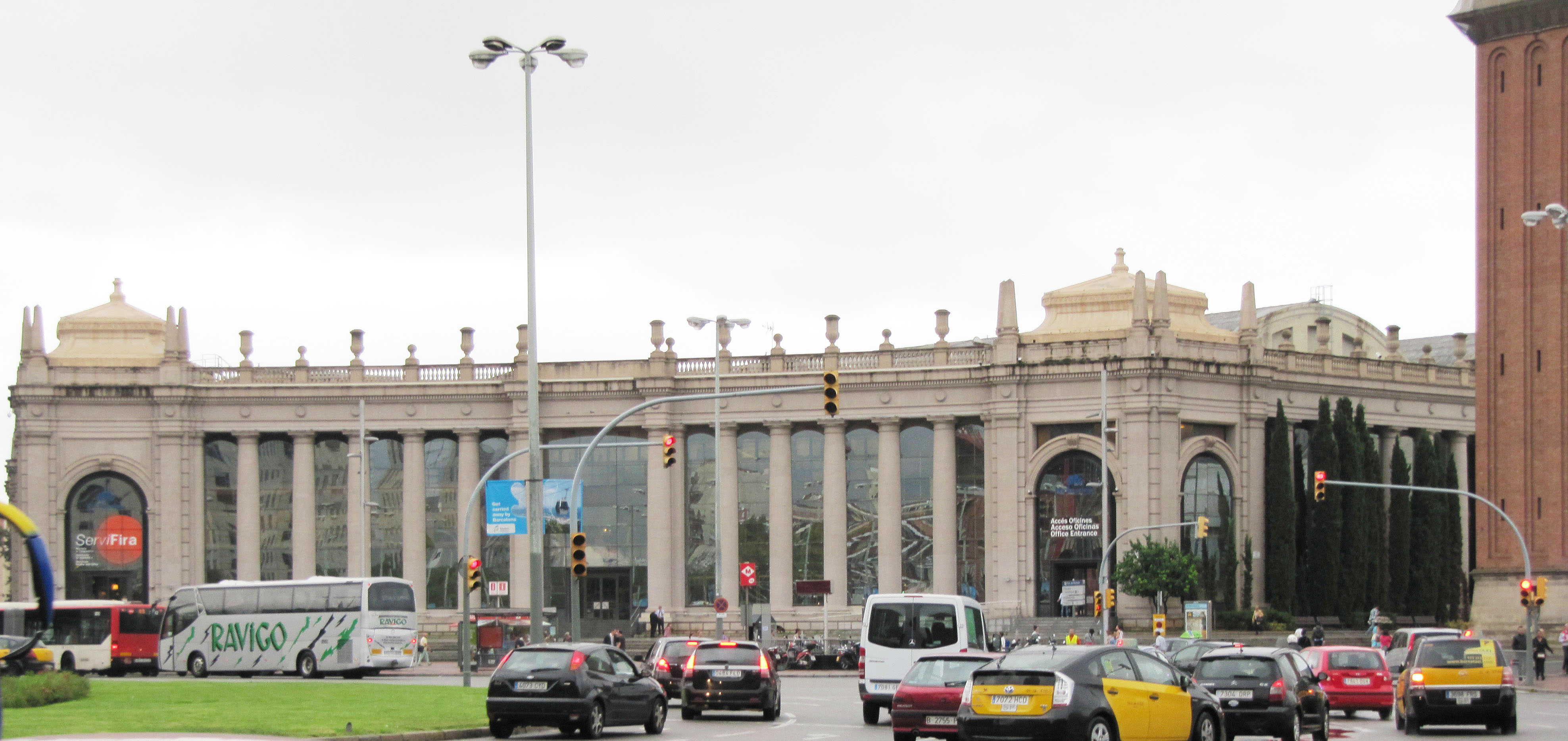
Palau de Comunicacions i Transports

- Palau de Comunicacions i Transports: obra de Félix de Azúa i Adolf Florensa segons un projecte de 1926, presenta una línia d'estil neoclàssic inspirat en l'arquitectura acadèmica francesa. Era un dels edificis més grans de l'Exposició, amb una superfície de 16.000 m². La seva façana està articulada al voltant de l'hemicicle amb columnata projectat per la Plaça d'Espanya. A la part de l'Avinguda de la Reina Maria Cristina, presenta una altra façana en forma d'arc de triomf rematada amb un grup escultòric on destaca la figura d'una Victòria. En l'actualitat forma part de la Fira de Barcelona.[21]

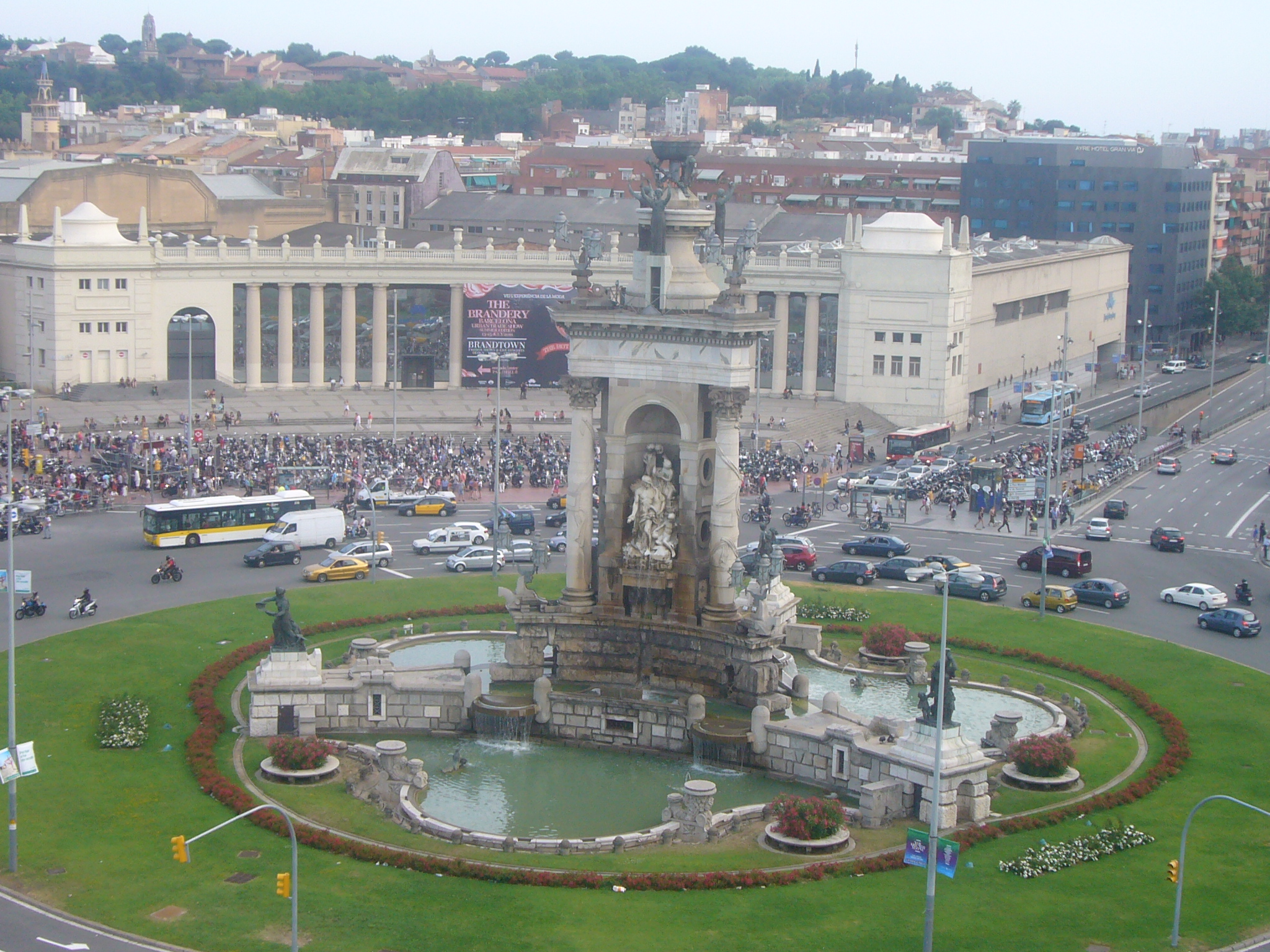
Palau del Vestit o del Treball

- Palau del Vestit o del Treball: inicialment denominat Palau de la Pedagogia, Higiene i Institucions Socials, fou obra de Josep Maria Jujol i Andreu Calzada, entre la Plaça d'Espanya i l'Avinguda de la Reina Maria Cristina, amb una superfície de 6.500 m². Com el Palau de Comunicacions i Transports hagué d'adaptar la seva estructura a l'hemicicle amb columnata projectat per la Plaça d'Espanya, presentant una planta irregular disposada al voltant d'un espai central amb una gran rotonda rematada per una cúpula d'estil oriental. També forma part de la Fira de Barcelona.[cal citació]

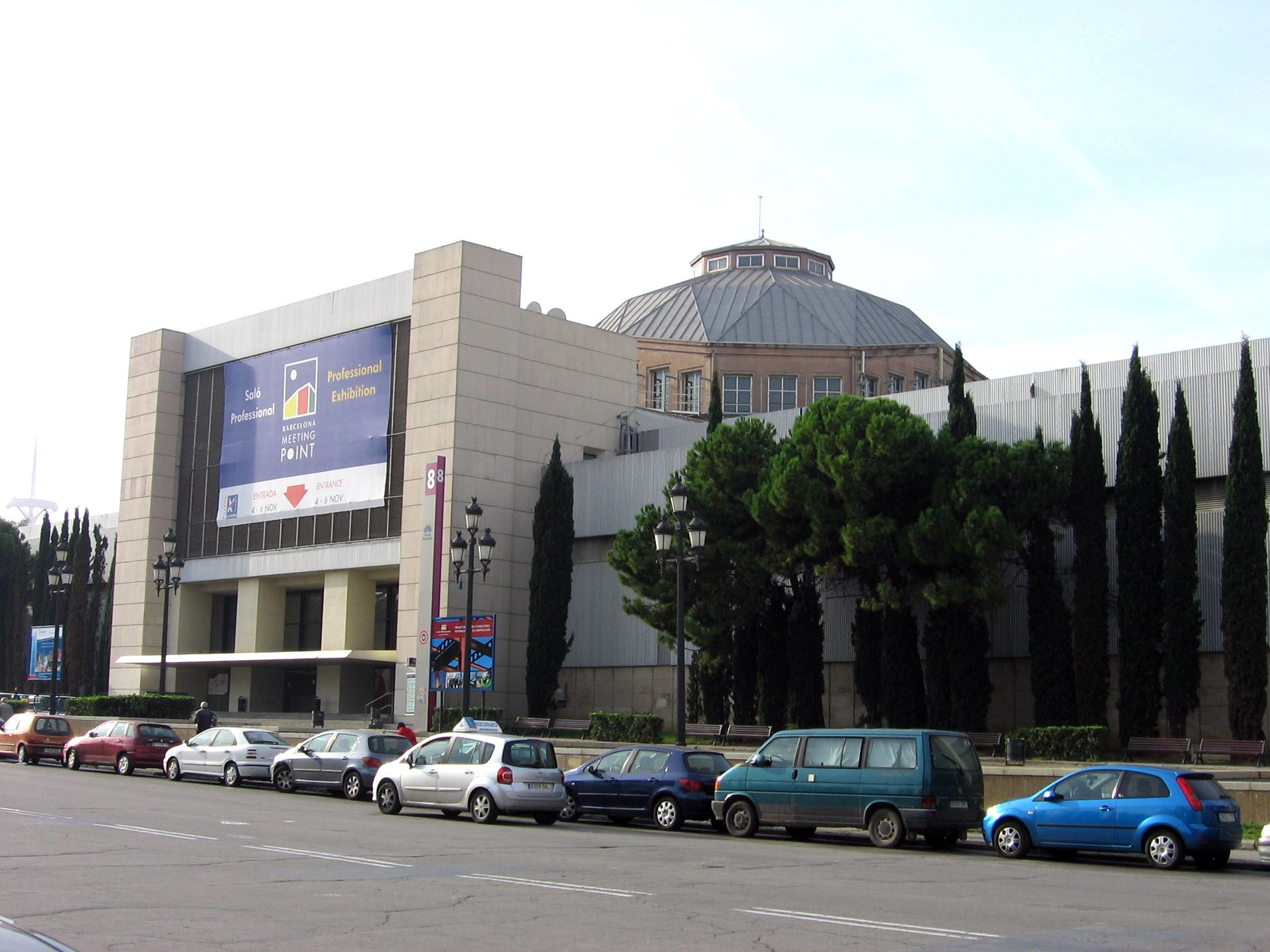
Palau de la Metal·lúrgia, Electricitat i Força Motriu

- Palau de la Metal·lúrgia, Electricitat i Força Motriu: obra d'Amadeu Llopart i Vilalta i Alexandre Soler i March, disposa d'una superfície de 16.000 m². De planta rectangular, destaca en la part central una gran cúpula polièdrica, sobre tambor i amb llanternó, potser inspirada en el pavelló de vidre que Bruno Taut construí per la Deutscher Werkbund de Colònia (1914). La façana destaca per un gran timpà clàssic decorat amb pintures al fresc de Francesc d'Assís Galí, que també pintà uns plafons per la galeria d'entrada juntament amb Josep Obiols i Manuel Humbert. Als costats hi ha unes torrasses amb escultures al·legòriques d'Enric Casanovas. També forma part de la Fira de Barcelona.[22]

- Palau de l'Art Tèxtil: obra de Joan Roig i Emili Canosa, es trobava entre el Palau de Comunicacions i Transports i el de Projeccions, amb entrada per la Plaça de l'Univers. Amb una superfície de 20.000 m², estava dedicat a la indústria tèxtil, amb estands d'empreses espanyoles, alemanyes, austríaques, franceses, italianes i suïsses. Presentava un cos central d'estil renaixentista, mentre que la façana, de major verticalitat, era d'estil neoclàssic, amb una balustrada de cresteria plateresca i dues torres rematades per cúpula i llanternó. Al seu interior destacava l'estand de la seda, promogut per Alemanya i dissenyat per Ludwig Mies van der Rohe i la interiorista Lilly Reich, original mostra del geni creatiu de l'arquitecte alemany, que va concebre un espai diàfan d'estructura neoplasticista on, mitjançant una hàbil distribució de l'espai, s'aconseguia l'efecte d'un espai obert per tots els seus costats. Al seu lloc es construí el Palau del Cinquantenari, pertanyent a la Fira de Barcelona.[23]

- Palau de Projeccions: obra d'Eusebi Bona i Francisco Aznar, entre l'Avinguda de la Reina Maria Cristina, l'Avinguda Rius i Taulet i la Plaça de l'Univers. Amb una superfície de 10.000 m², tenia dues plantes, la principal amb una gran sala d'espectacles, amb escenari i cabina per la projecció de pel·lícules, i diverses sales d'exposicions. De l'edifici destacava la façana, d'estil clàssic i monumental, amb decoració escultòrica de Joan Pueyo: quatre grups de cariàtides amb bisons, quatre grups d'esfinxs i dues fonts, realitzats en pedra artificial. Enderrocat després de l'Exposició, al seu lloc es construí l'actual Palau de Congressos. Junt en aquest palau hi havia les Oficines de l'Exposició, obra de Joan Bruguera, actualment un col·legi (CEIP Jacint Verdaguer).[cal citació]

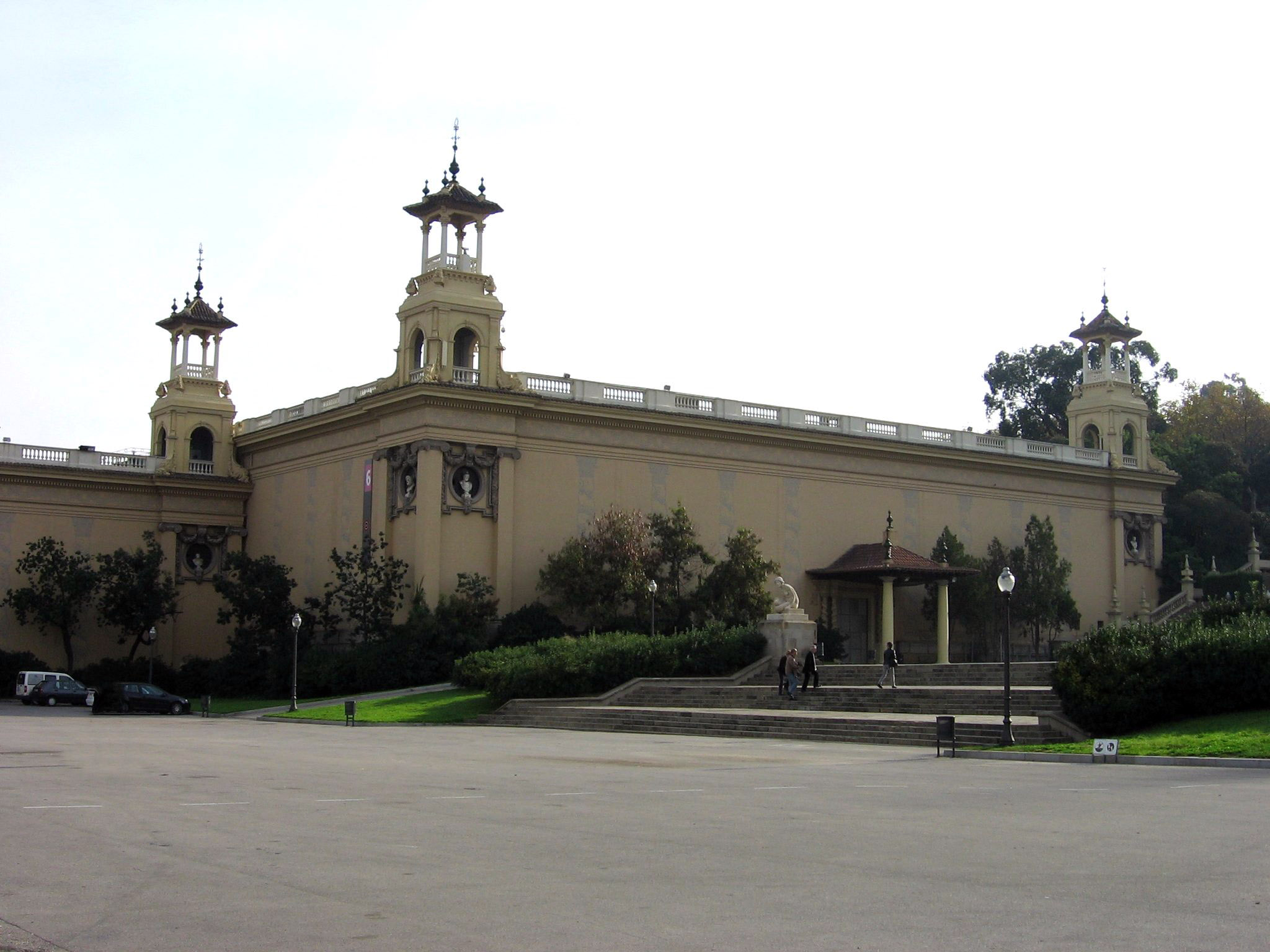
Palau d'Alfons XIII

- Palaus d'Alfons XIII i Victòria Eugènia: denominats inicialment de l'Art Modern i de l'Arquitectura, són obra de Josep Puig i Cadafalch i Guillem Busquets, col·locats simètricament al costat de la Font Màgica, als peus del Palau Nacional. Foren els primers edificis a construir-se, essent acabats el 1923, data en què van acollir una Exposició del Moble i la Decoració interior com assaig inicial del posterior esdeveniment. Amb una superfície de 14.000 m² cadascun, tenen planta rectangular, formada per mòduls quadrangulars disposats a manera de retícula. Les façanes estan inspirades en el barroc català, amb un conjunt de quatre torres per edifici, rematades per uns pinacles de forma piramidal, i decoració d'esgrafiats als murs, representant columnes salomòniques i motius vegetals. El Palau d'Alfons XIII es dedicà a la Construcció, mentre que al de Victòria Eugènia s'hi van col·locar les representacions de països que no comptaven amb pavelló propi. Actualment formen part de la Fira de Barcelona.[24]

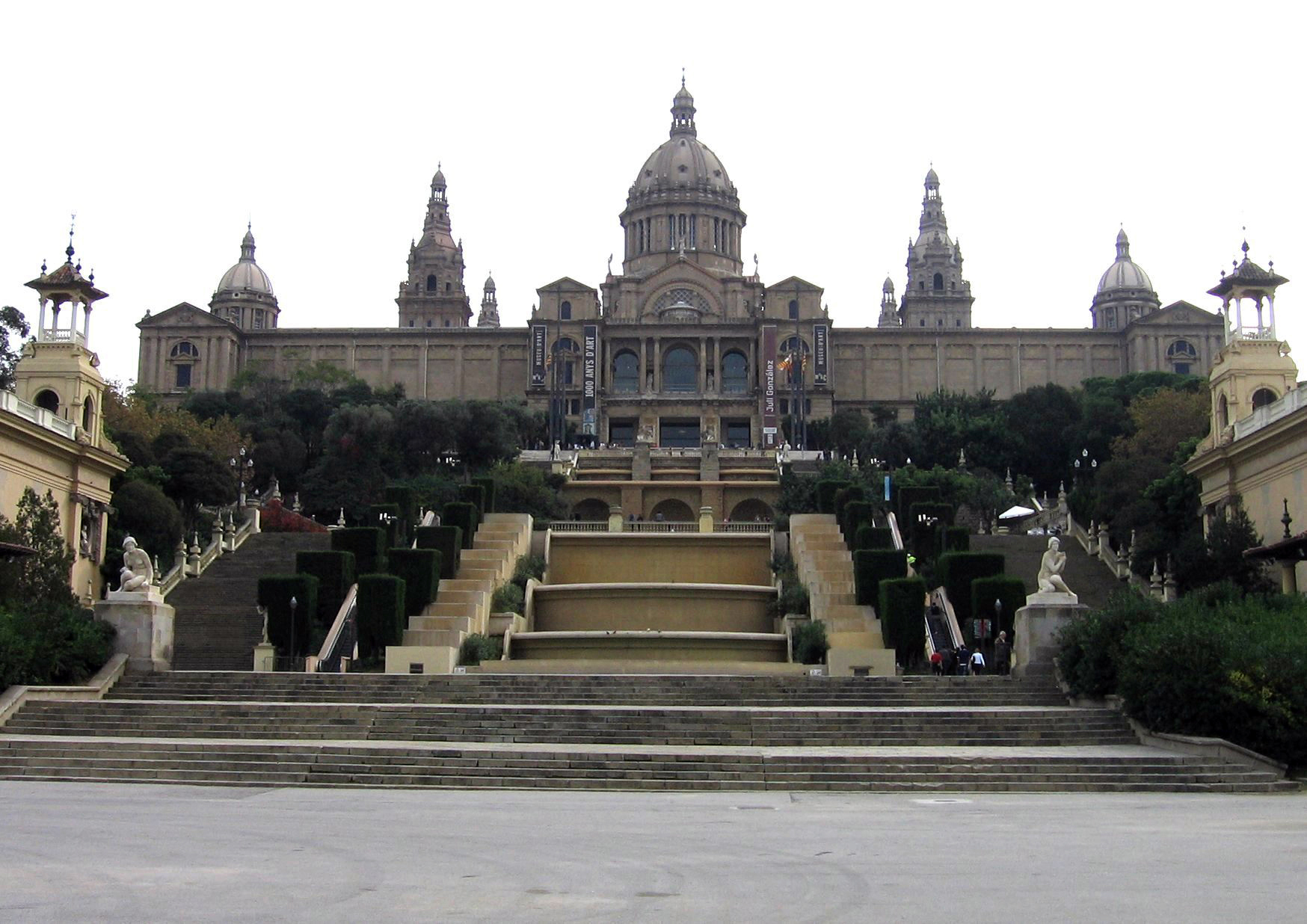
Palau Nacional, actual seu del Museu Nacional d'Art de Catalunya

- Palau Nacional: edifici principal de l'Exposició, fou obra d'Eugenio Cendoya i Enric Catà, sota la supervisió de Pere Domènech i Roura, desestimant el projecte inicial de Puig i Cadafalch i Guillem Busquets. Construït entre 1926 i 1929, té una superfície de 32.000 m². D'estil classicista inspirat en el Renaixement espanyol, té planta rectangular amb dos cossos laterals i un de posterior quadrat, amb una gran cúpula el·líptica a la part central. Les cascades i brolladors de l'escalinata del Palau foren obra novament de Carles Buïgas, i es van col·locar nou grans projectors que encara avui emeten uns intensos feixos de llum que escriuen el nom de la ciutat en el cel.[25] Al seu Saló Oval s'efectuà la cerimònia d'inauguració, presidida per Alfons XIII i la reina Victòria Eugènia. El Palau Nacional es dedicà a una exposició d'art espanyol amb més de 5.000 obres procedents de tot el territori de l'estat. En la seva decoració –d'estil noucentista, contràriament al classicisme de l'obra arquitectònica–, intervingueren diversos artistes, com els escultors Enric Casanovas, Josep Dunyach, Frederic Marès i Josep Llimona, i els pintors Francesc d'Assís Galí, Josep de Togores, Manuel Humbert, Josep Obiols, Joan Colom i Francesc Labarta. Des de 1934 acull el Museu Nacional d'Art de Catalunya.[26]

- Pavelló de Barcelona: obra de Josep Goday, d'estil noucentista, contenia la representació oficial de la ciutat amfitriona. Entre la Plaça dels Bells Oficis (avui de Carles Buïgas), l'Avinguda de la Tècnica (actual carrer de la Guàrdia Urbana), l'Avinguda Rius i Taulet i el Palau d'Alfons XIII, tenia una superfície de 2.115 m². De planta rectangular, es construí amb maons i pedra de Montjuïc, amb una façana d'estil clàssic amb arqueries i escultures, obra de Frederic Marès, Eusebi Arnau i Pere Jou. En l'actualitat és seu de la Guàrdia Urbana de Barcelona.[cal citació]

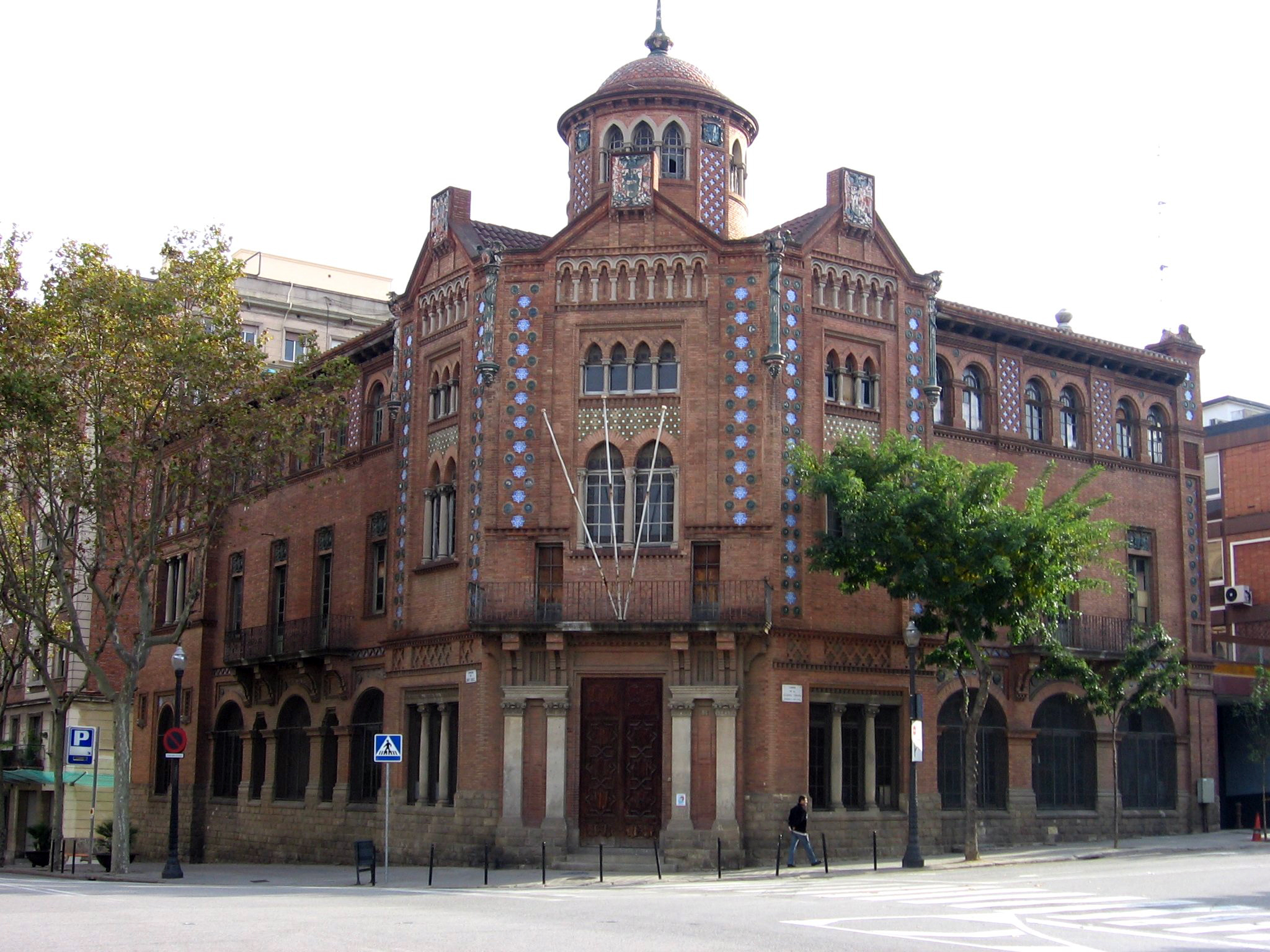
Palau de la Premsa

- Palau de la Premsa: dedicat a les revistes i diaris publicats a l'època a Barcelona, fou obra de Pere Domènech i Roura. Construït a l'Avinguda Rius i Taulet, actualment és seu de la Guàrdia Urbana de Barcelona. Amb una superfície de 600 m², té soterrani i tres plantes, amb una concepció historicista barreja de diversos estils: neomudèjar, neoromànic, neogòtic, etc. Domènech utilitzà diversos elements d'estil modernista, segurament per influència del seu pare, Lluís Domènech i Montaner, com l'ús de maó vist, ferro i ceràmica.[cal citació]

- Palau de les Arts Decoratives i Aplicades: fou obra de Manuel Casas i Manuel Puig, amb una superfície de 12.000 m². La planta s'articulava al voltant d'un pati central, cobert per una estructura de cristall de forma rectangular; la resta de l'edifici evocava al barroc francès, amb un aire de gran monumentalitat. La façana presentava un joc de volums entrants i sortints, on destacaven dues grans torres rematades amb cúpula i llanternó. En el seu lloc es construí el 1955 el Palau dels Esports de Barcelona.[cal citació]

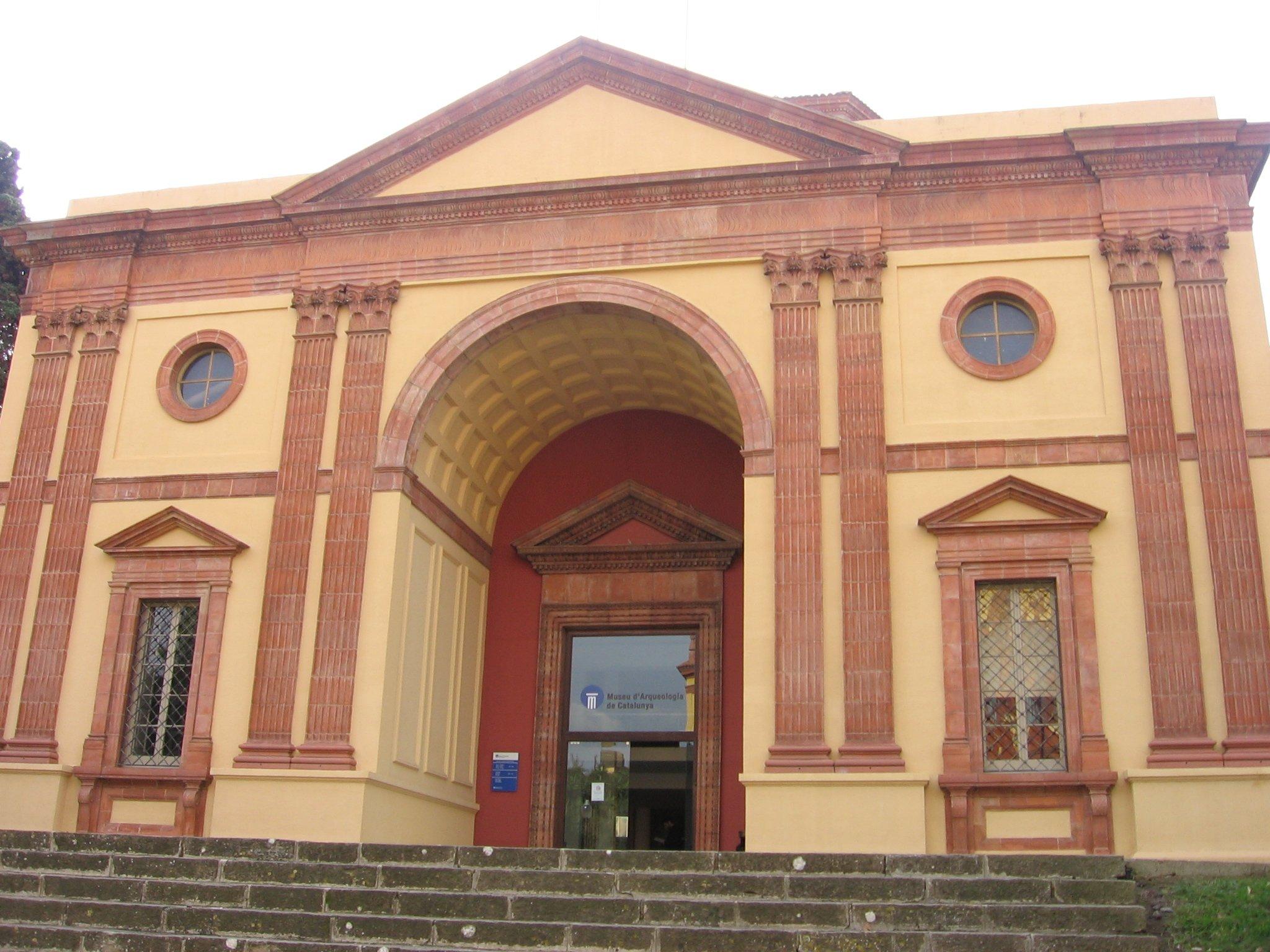
Palau de les Arts Gràfiques

- Palau de les Arts Gràfiques: obra de Raimon Duran i Reynals i Pelai Martínez, d'estil noucentista amb influència del Renaixement italià, especialment de Brunelleschi, Bramante i Palladio. Amb una superfície de 4.000 m², estava dedicat a les arts gràfiques, especialment la impressió de llibres. Presenta un accés amb escalinata i dues rampes laterals per vehicles, amb una façana formada per galeries porticades, amb uns templets laterals i un tambor central sobre el que s'eleva una cúpula. De nou destacà l'estand alemany, obra de Mies van der Rohe i Lilly Reich, compost per vitrines de formes geomètriques. Des de 1935 alberga el Museu d'Arqueologia de Barcelona.[27]

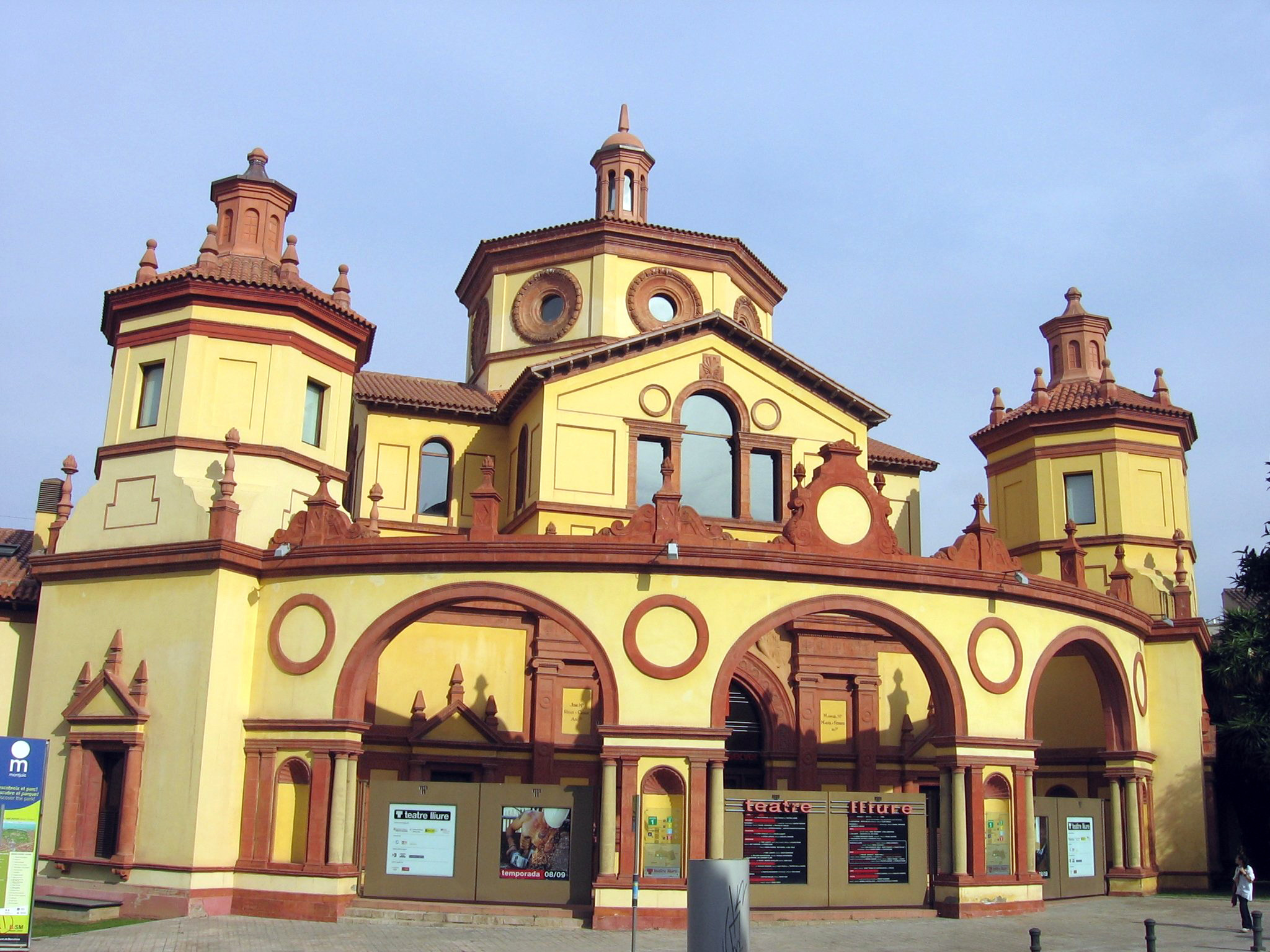
Palau de l'Agricultura

- Palau de l'Agricultura: obra de Josep Maria Ribas i Casas i Manuel Maria Mayol, és entre el Passeig de Santa Madrona i el carrer Lleida. Amb una superfície de 16.000 m², s'articula al voltant d'un pati central i presenta cinc naus rectangulars i dues galeries porticades. Influenciat en el Renaixement italià –especialment llombard–, les diverses façanes dels mòduls estan recobertes d'estuc i ceràmica, i presenten diverses torres octogonals i arqueries triples. Actualment és conegut com a Mercat de les Flors i està ocupat per la Ciutat del Teatre, que comprèn l'Institut del Teatre, la Fundació Teatre Lliure, el Teatre Municipal Mercat de les Flors i el Teatre Fabià Puigserver.[28]

- Pavelló d'Espanya: obra d'Antoni Darder, amb una superfície de 4.500 m², estava destinat a la representació del Govern i els diversos ministeris. Presentava un cos central i dos laterals simètrics, amb torrasses als extrems, d'inspiració plateresca, amb arcs de mig punt i columnes d'ordre corinti. Estava ubicat a l'Avinguda de l'Estadi, aproximadament on avui estan les piscines Picornell. Fou enderrocat després de l'Exposició.[cal citació]

- Palau de les Diputacions: obra d'Enric Sagnier i Villavecchia, entre l'Avinguda del Marquès de Comillas i la de Montanyans, enfront de la Plaça de la Hidràulica (actualment de Sant Jordi) –on es col·locà la font de Ceres i una escultura eqüestre de Sant Jordi de Josep Llimona–. Amb una superfície de 2.350 m², estava dedicat a la representació de les diputacions provincials espanyoles. D'estil gòtic-plateresc, la façana principal tenia forma còncava, amb una torre central i dos cossos laterals simètrics amb una cresteria de merlet, rematats en els seus extrems per torrasses. A la façana figuraven l'escut reial i els de Catalunya, Lleó i Barcelona.[cal citació]

- Palau de la Química: obra d'Antoni Sardà i Moltó, estava destinat a mostrar material esportiu, però a l'últim moment es va canviar la seva funció per dedicar-lo a la indústria química. Amb una superfície de 4.500 m², era a l'Avinguda de Montanyans, al costat del Palau de les Diputacions. D'estil clàssic, la façana principal estava dividida en tres seccions, la central amb una columnata d'accés i una cúpula nervada sobre un tambor decagonal. Des de 1932 fins a 1962 –en què fou destruït per un incendi– fou seu dels Estudis Cinematogràfics Orphea.[29]

- Pavelló Reial: conegut actualment com a Palauet Albéniz, albergava la representació de la Casa Reial espanyola. Prop de l'Estadi Olímpic de Montjuïc, enmig d'uns amples jardins, fou obra de Juan Moya, d'estil barroc inspirat en l'arquitectura palatina francesa del segle xviii. La decoració interior és d'estil imperi, destacant uns tapissos dissenyats per Francisco de Goya i una sala de miralls copiada de Versalles. Ampliat el 1970 i decorat amb pintures de Salvador Dalí, s'utilitza actualment en certes cerimònies i actes públics.[cal citació]

- Palau de l'Art Modern: obra d'Antoni Darder de 1927, tenia una superfície de 5.000 m², entre el Pavelló Reial i el Palau de les Missions. Formava part de la secció L'Art a Espanya, albergant col·leccions de pintura, escultura, dibuix i gravat del segle xix. De planta rectangular, la façana principal tenia un cos central i dos laterals simètrics, amb una estructura central en forma d'arqueria de mig punt que recordava l'obra de l'arquitecte italià Filippo Juvara.[cal citació]

- Palau de les Missions:[30] obra d'Antoni Darder, tenia una superfície de 5.000 m², dedicats a donar a conèixer la tasca de les institucions missioneres. La façana principal estava inspirada en les esglésies romàniques, amb arcs de mig punt confeccionats amb dovelles, finestres allargades i estretes i un acabament de forma pentagonal. L'edifici era de planta rectangular, amb una cúpula octogonal inspirada en el Renaixement italià. Durant la Guerra Civil fou utilitzat com a centre de detenció, i després d'aquesta es transformà en presó. El 1953 es transformà en un centre de classificació d'indigents que aixoplugava persones sense sostre. Fou enderrocat el 1969 per ampliar els jardins de Joan Maragall i el recinte del Palauet Albéniz.[31]

- Palau Meridional: obra d'Antoni Millàs, estava a l'Avinguda Internacional (actual Avinguda de l'Estadi). Amb una superfície de 26.000 m², tenia planta rectangular formada per tres naus cobertes per mòduls quadrats amb obertures en forma de claraboies. Estava en un terreny inicialment previst per instal·lar un camp d'aviació, que finalment no es construí.[cal citació]

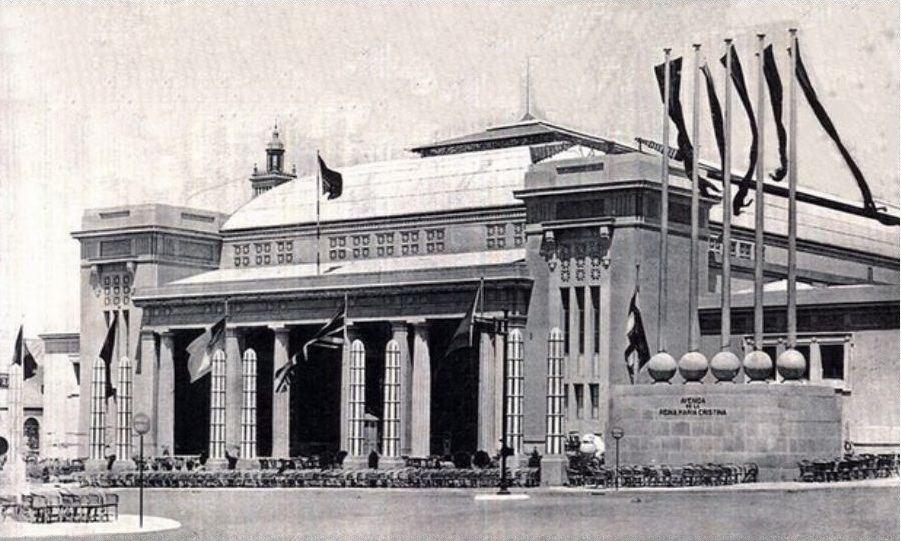
Palau de Projeccions
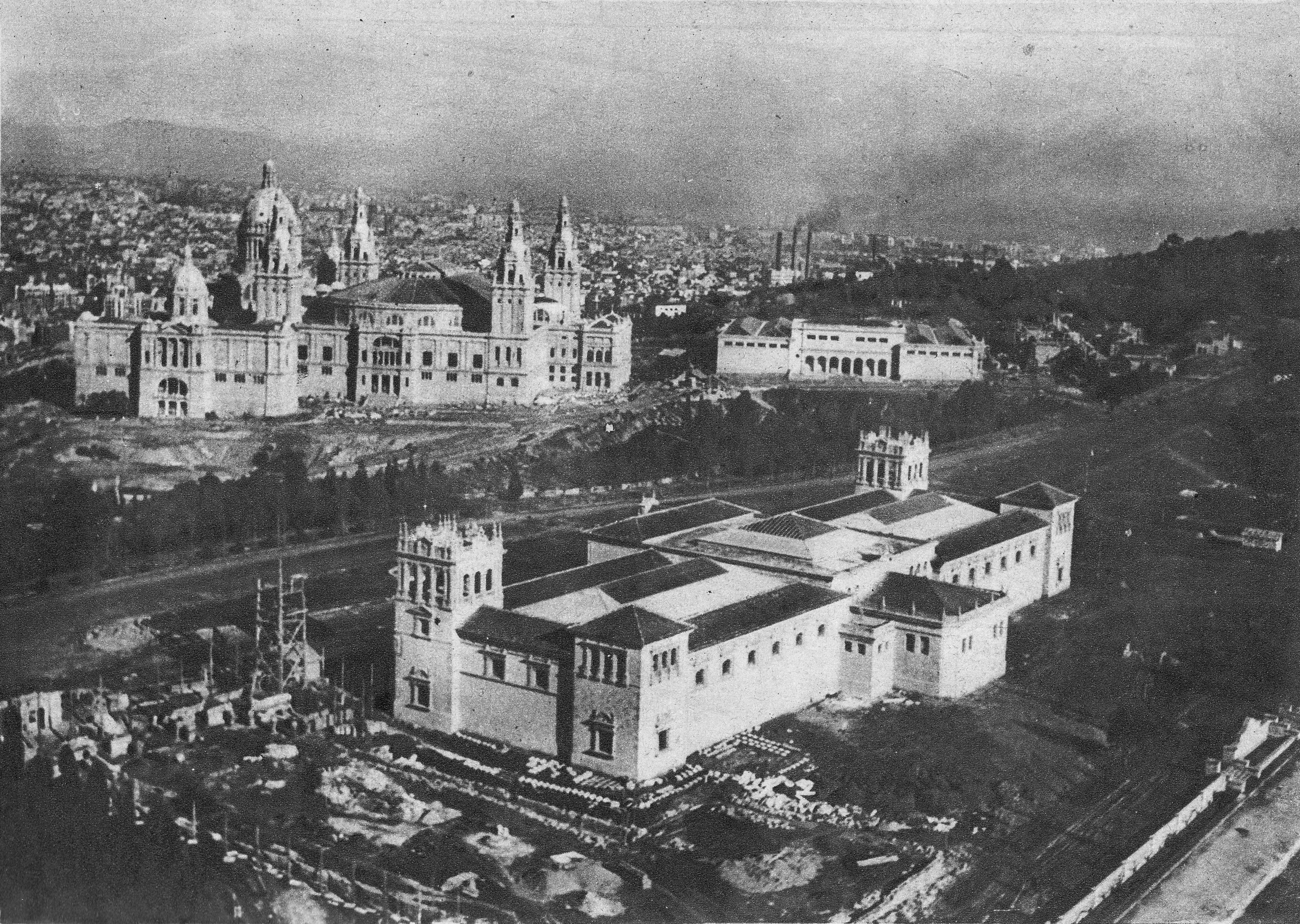
Pavelló d'Espanya
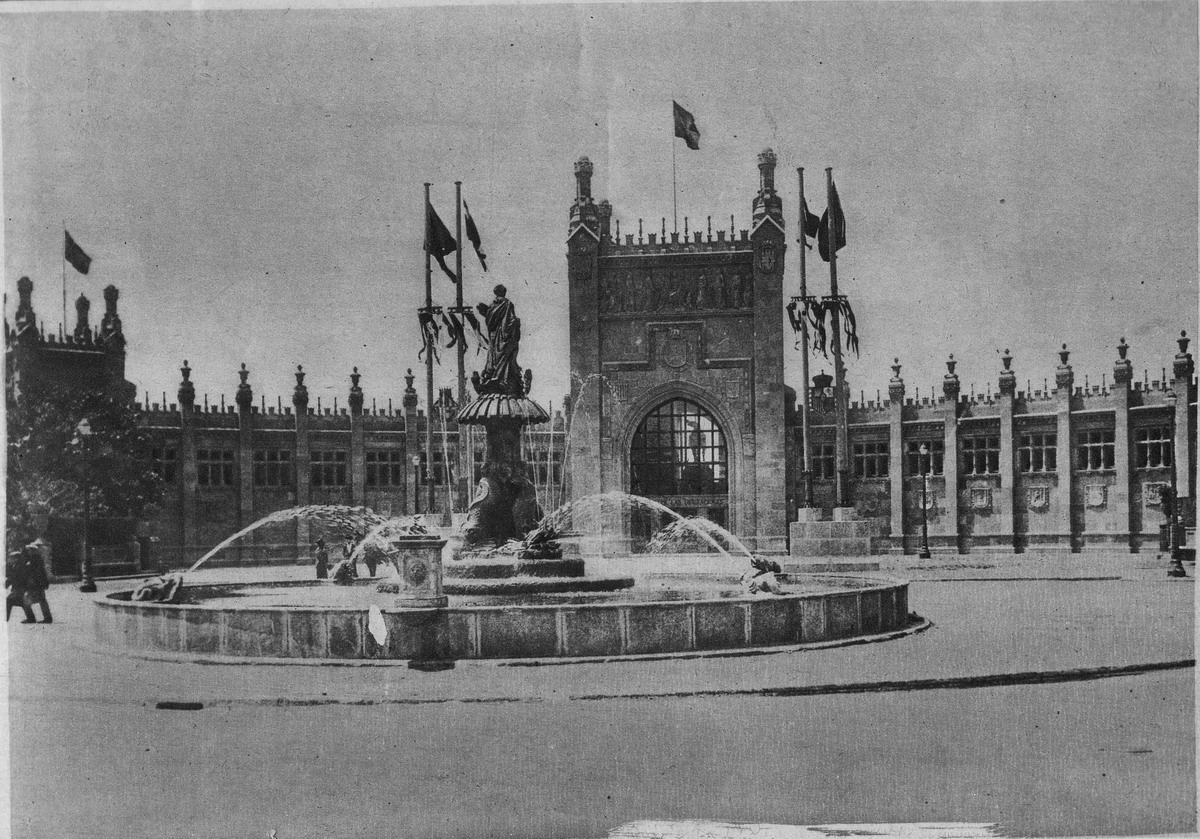
Palau de les Diputacions
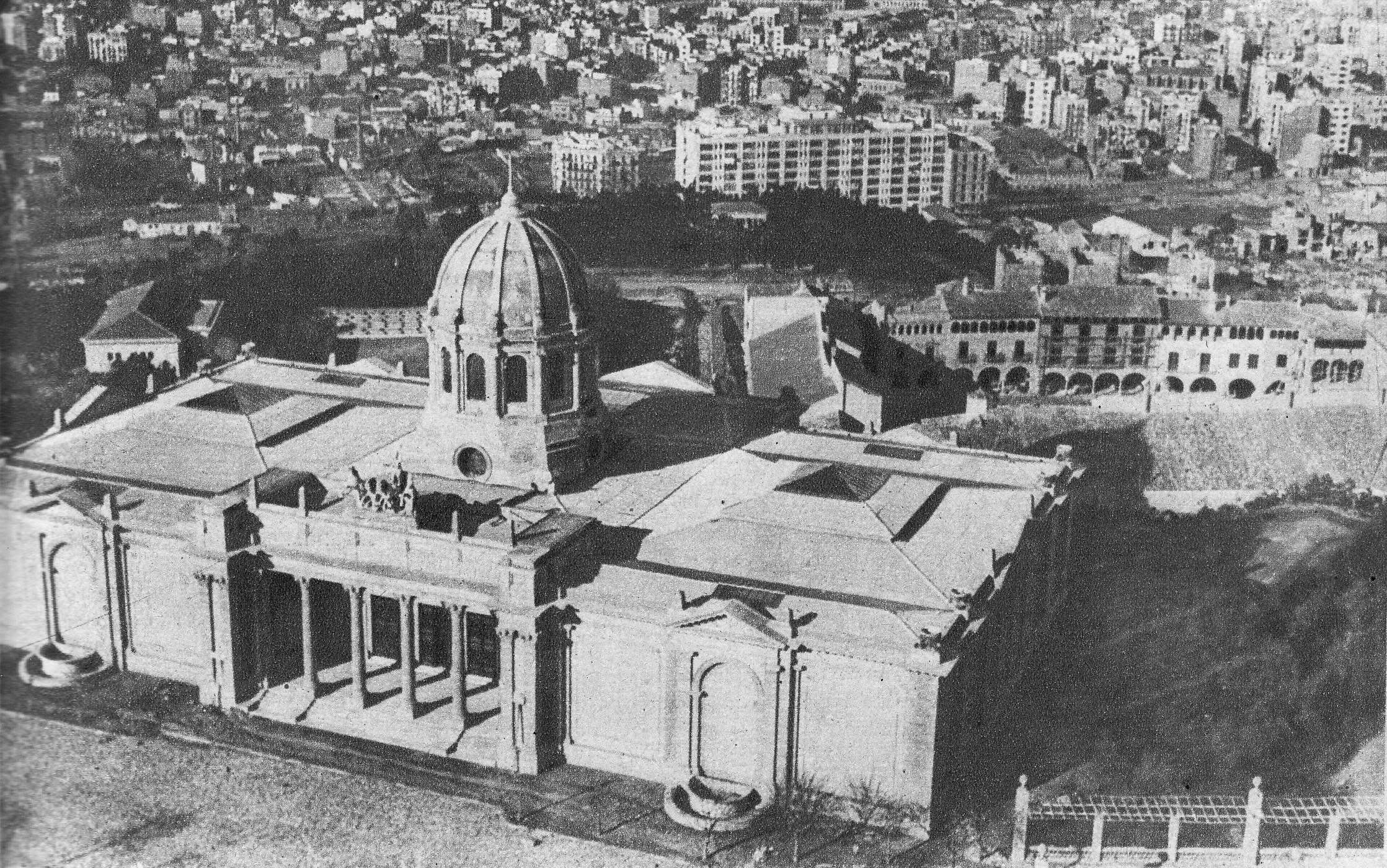
Palau de la Química
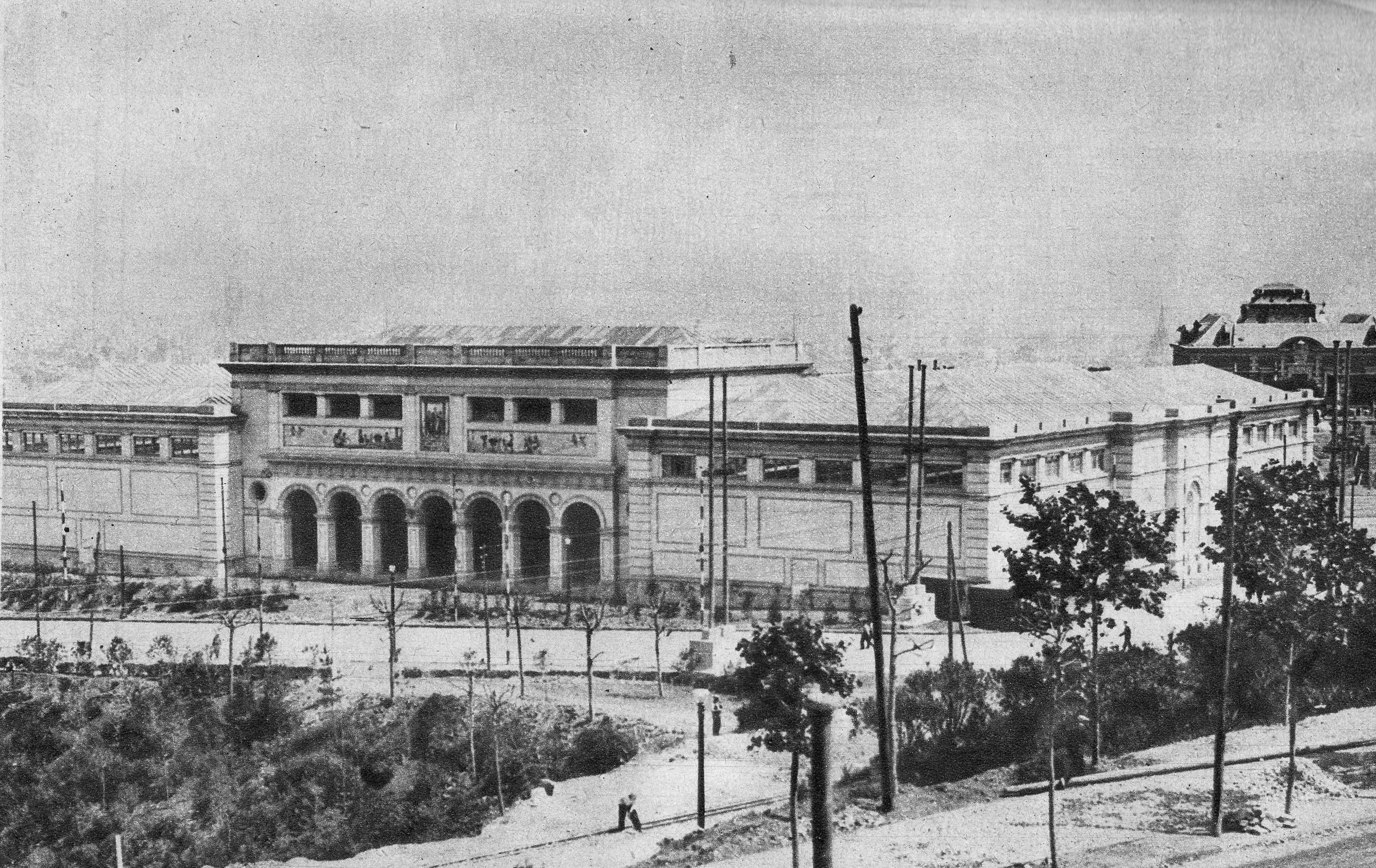
Palau de l'Art Modern

### Secció Internacional
| Països participants | Països participants | Països participants | Països participants |
| ------------------- | ------------------- | ------------------- | ------------------- |
| Alemanya            | Àustria             | Bèlgica             | Dinamarca           |
| Espanya             | Estats Units        | Finlàndia           | França              |
| Hongria             | Itàlia              | Iugoslàvia          | Japó                |
| Noruega             | Països Baixos       | Portugal            | Regne Unit          |
| Romania             | Suècia              | Suïssa              | Txecoslovàquia      |

Degut a la coincidència amb l'Exposició Iberoamericana de Sevilla, a Barcelona no participà cap país d'Hispanoamèrica. De la resta de països, participaren de forma oficial Alemanya, Àustria, Bèlgica, Dinamarca, Finlàndia, França, Hongria, Itàlia, Noruega, Romania, Suècia, Suïssa, Txecoslovàquia i el Regne Serbi, Croata i Eslovè (posterior Iugoslàvia); la majoria d'aquests països van tenir pavelló propi, excepte Àustria, Finlàndia, Suïssa i Txecoslovàquia. A més d'aquests països, participaren de forma no oficial Estats Units, Japó, Països Baixos, Portugal i Regne Unit. Cada país tingué una setmana dedicada al llarg de l'esdeveniment, destacant durant la setmana alemanya el vol del dirigible Graf Zeppelin sobre Barcelona, el 16 de maig de 1929.

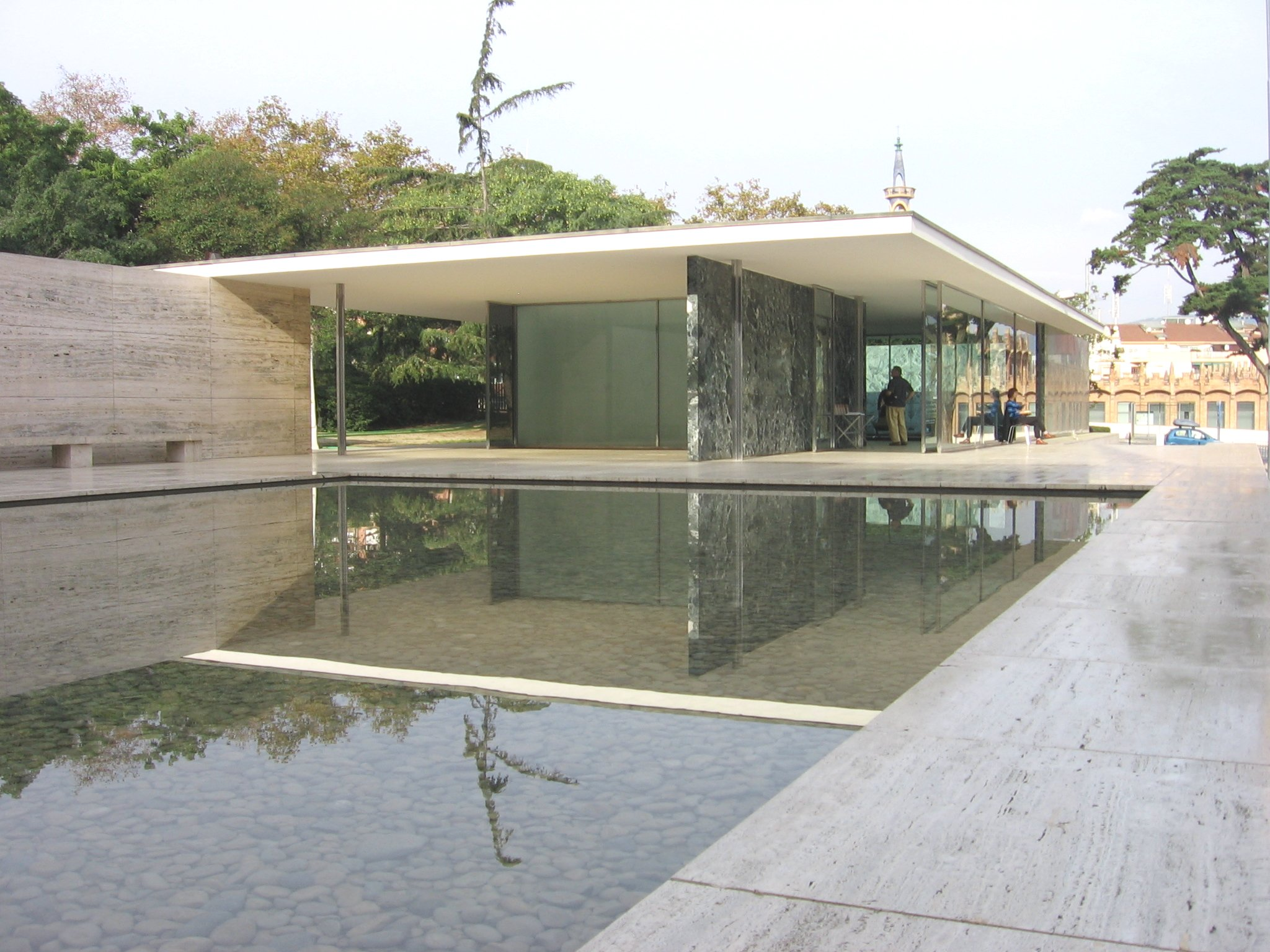
Pavelló d'Alemanya

- Pavelló d'Alemanya: obra de Ludwig Mies van der Rohe, és un exemple d'arquitectura racionalista per la seva puresa formal, la seva funcionalitat i el seu intel·ligent ús d'estructures i materials, i per això ha passat justament a la història de l'arquitectura del segle xx. Mies rebé el 1928 l'encàrrec de construir el pavelló oficial d'Alemanya juntament amb el del Subministrament d'Electricitat i diversos estands en palaus de la Secció Oficial, comptant amb la col·laboració de la interiorista Lilly Reich. De planta rectangular, s'aixecava sobre un podi recobert de travertí; la coberta se sostenia sobre columnes cruciformes i murs de càrrega, amb parets de diversos materials (maó recobert de guix, acer recobert de marbre verd i ònix del Marroc). La decoració es reduïa a dos estanys i una escultura, El Matí, de Georg Kolbe. Enderrocat després de l'Exposició, fou reconstruït entre 1985 i 1987 al seu emplaçament original per Cristian Cirici, Ignasi de Solà-Morales i Fernando Ramos, seguint els plànols deixats per Mies van der Rohe.[33] Destaca també la Cadira Barcelona.[cal citació]

- Pavelló de Bèlgica: obra de l'arquitecte Verhelle,[34] es trobava devora el pavelló d'Espanya. De planta quadrangular d'uns 3.000 m², estava inspirat en el Hof von Busleyden de Malines, construït a l'època en què Margarida d'Àustria va fixar la cort en aquesta localitat,[35] destacant una alta torre o beffroi que doblava l'altura de l'edifici.[cal citació]

- Pavelló de Dinamarca: obra de Tyge Hvass, era un diedre de fusta vermellenca i sostre a dues aigües, evocant una típica casa de muntanya danesa. A la façana destacava un relleu amb la bandera danesa, una àncora, un feix de blat i una roda dentada, elements típics de l'economia danesa.[cal citació]

- Pavelló de França: obra de Georges Wybo, d'estil classicista amb elements d'art déco, es trobava tocant al Palau d'Alfons XIII. Es tractava d'un edifici de volum únic en forma de cub, amb coberta formada per seccions rectangulars superposades de forma esglaonada, com un zigurat, amb una escultura en la part frontal amb forma de dona i les inicials R. F. (République Française).[cal citació]

- Pavelló d'Hongria: obra de Dénes György i Nikolaus Menyhért, estava format per dos cossos rectangulars, amb una torre sobresortint en forma de prisma. Exponent de l'arquitectura expressionista, la síntesi geomètrica de la seva estructura evocava l'arquitectura de les civilitzacions precolombines.[36]

- Pavelló d'Itàlia: obra de Piero Portaluppi, es trobava entre els pavellons d'Espanya i Suècia. Tenia una superfície de 4.500 m2, amb planta en forma d'U, d'estil clàssic renaixentista i aire monumental. A la façana destacaven unes columnes amb l'àguila imperial romana, un fris amb el nom del país i un timpà rematat amb una estàtua de Minerva.[cal citació]

- Pavelló de Noruega: obra d'Ole Lind Schistad, era de fusta, com el danès, evocant igualment una construcció de muntanya, amb finestres de porticons i coberta inclinada.[cal citació]

- Pavelló dels Regnes Serbi, Croata i Eslovè: representació del país que posteriorment es denominaria Iugoslàvia, fou obra de l'arquitecte Dragiša Brašovan, situant-se junt al Palau Nacional. De concepció avantguardista, tenia planta en forma d'estrella, i la façana estava confeccionada amb llistons de fusta disposats en franges horitzontals, alternant el blanc i el negre.[cal citació]

- Pavelló de Romania: obra de Duiliu Marcu, tenia planta rectangular, amb una torre lateral i coberta a dues aigües, amb revestiment de fusta i estuc. La façana presentava una arqueria que acabava en forma de pèrgola, amb elements arquitectònics característics de Transsilvània.[cal citació]

- Pavelló de Suècia: obra de Peder Clason, com la resta de pavellons escandinaus era de fusta, amb planta rectangular i una estructura geomètrica inscrita dins dels corrents d'avantguarda del moment, com el neoplasticisme. Destacava junt a la porta d'entrada una gran torre de fusta de forma cònica, coronada per tres discs horitzontals superposats; se la denominava "Funkis", abreviatura en suec de funcionalisme a començaments del segle xx. Tant l'edifici com la torre es van desmuntar després de l'Exposició i es van reconstruir a Berga, on el pavelló serví d'escola fins a la Guerra Civil, essent enderrocat el conjunt a principis de la dècada dels 1960 i reconstruït novament entre 2001 i 2008. El reconstruït pavelló de Suècia de Berga és actualment la seu de l'Arxiu Comarcal del Berguedà.[37] També hi ha hagut propostes per a reconstruir la torre a Barcelona, junt al Museu Olímpic, prop de la seva ubicació original.[38][39]

- Pavelló d'Argèlia, Tunísia i el Marroc: aquests tres territoris magrebins, aleshores colònies franceses, es van presentar amb un pavelló d'estil islàmic, amb un cos central rematat per una cúpula i dues seccions laterals amb arcades, una d'elles amb un minaret. Es trobava entre la Font Màgica i el pavelló de Barcelona, enfront del Palau d'Alfons XIII.[40]

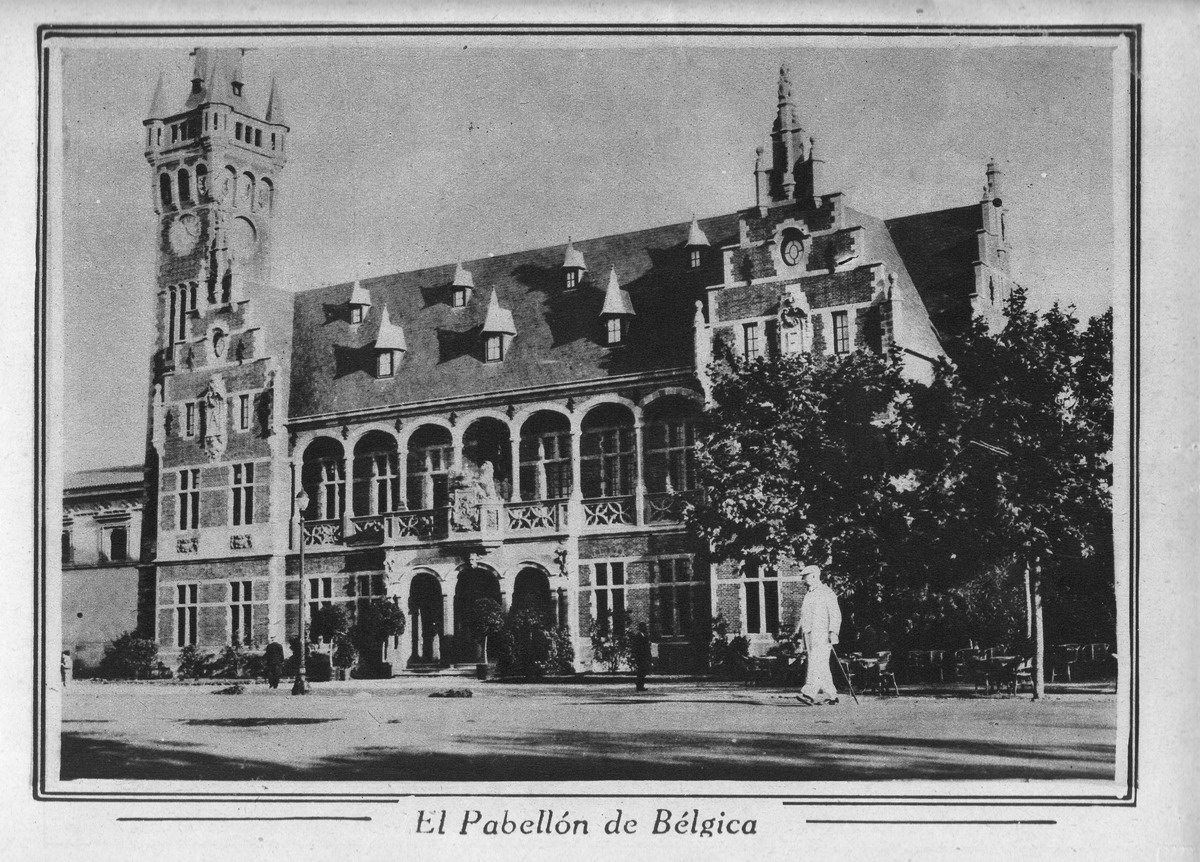
Pavelló de Bèlgica.
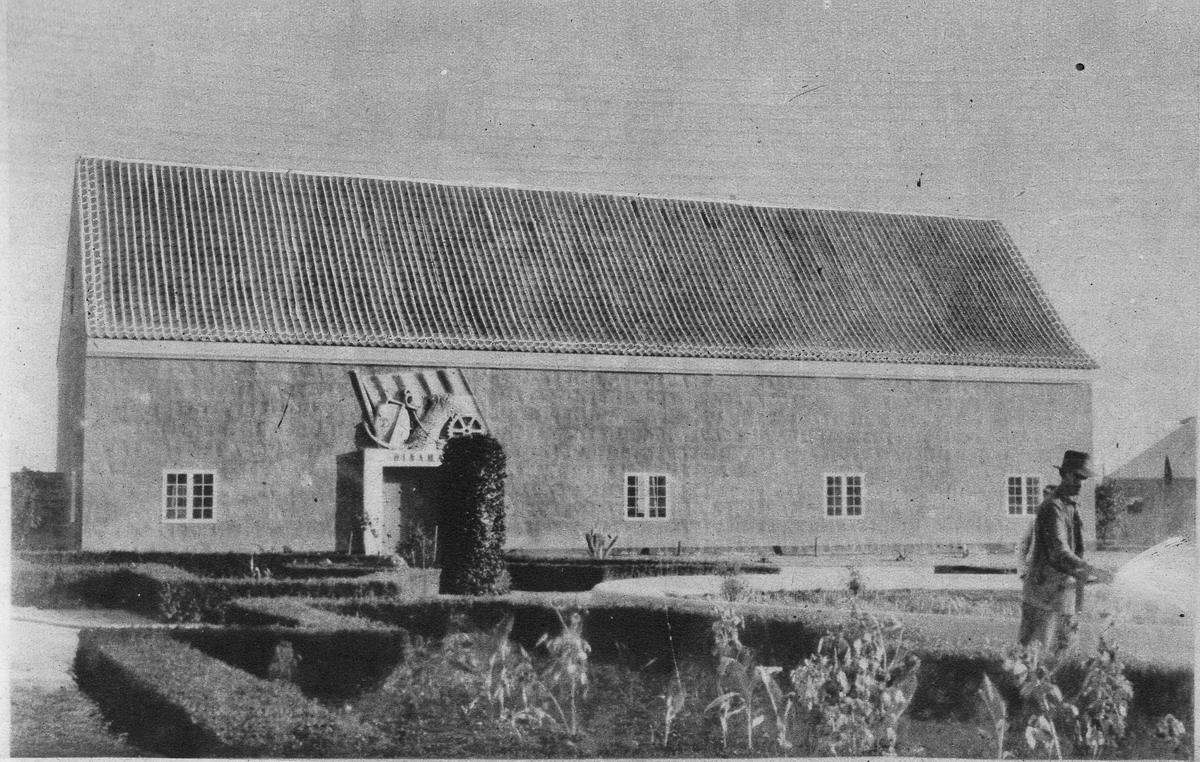
Pavelló de Dinamarca.
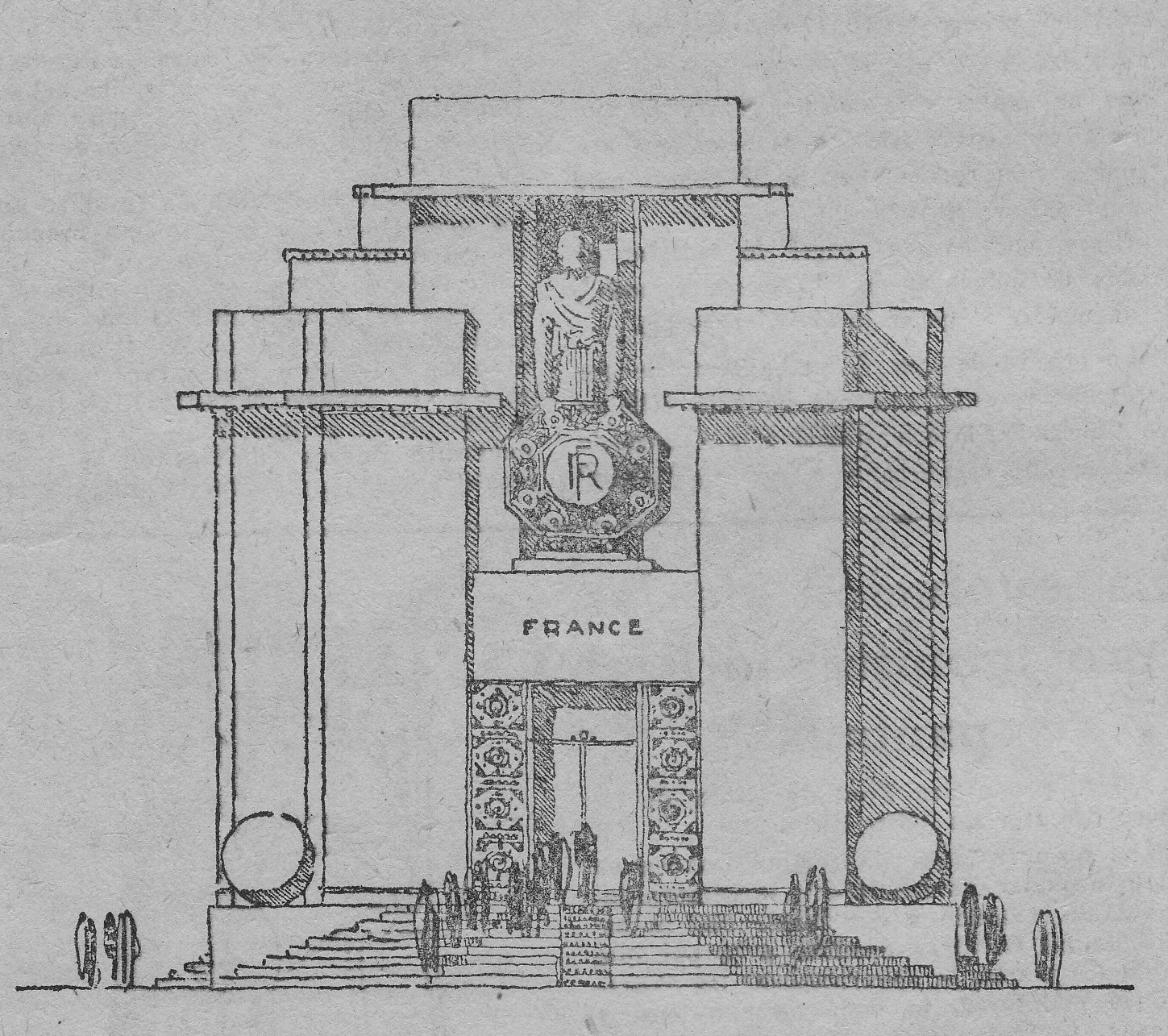
Pavelló de França.
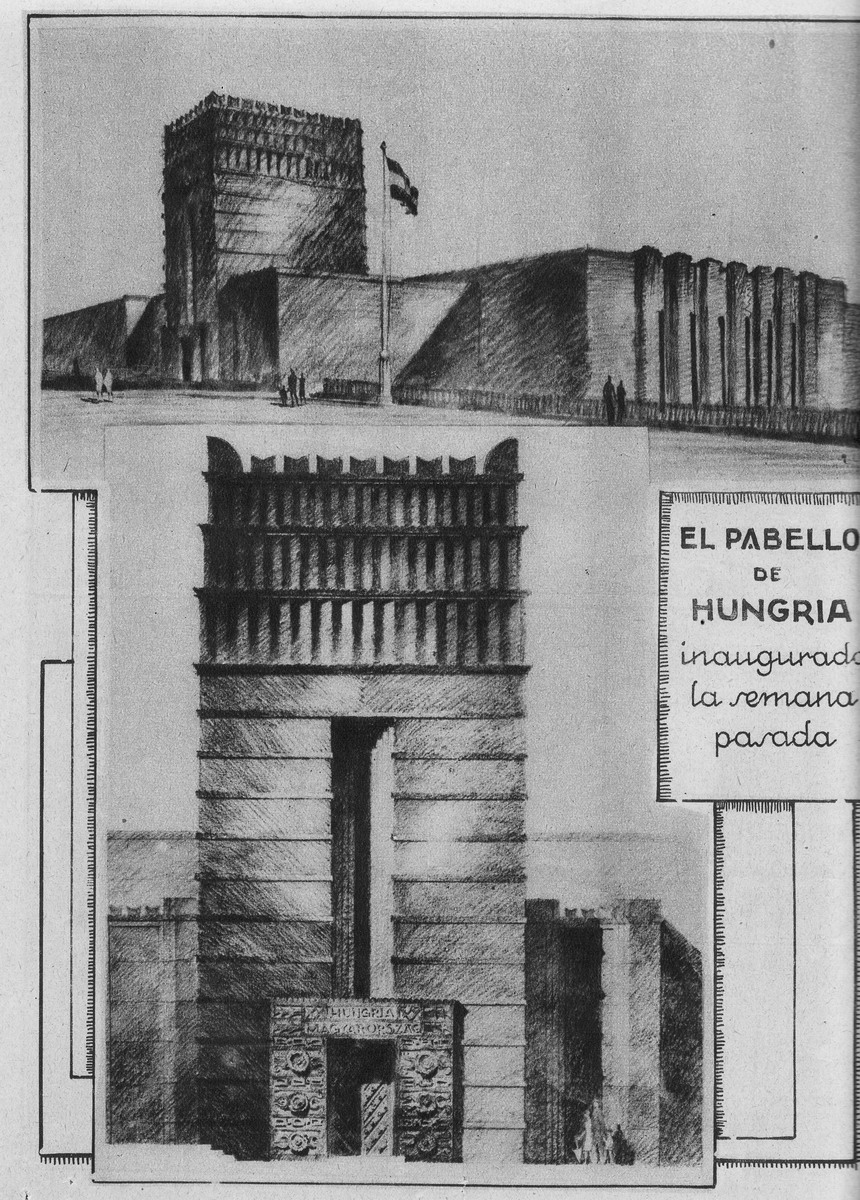
Pavelló d'Hongria.
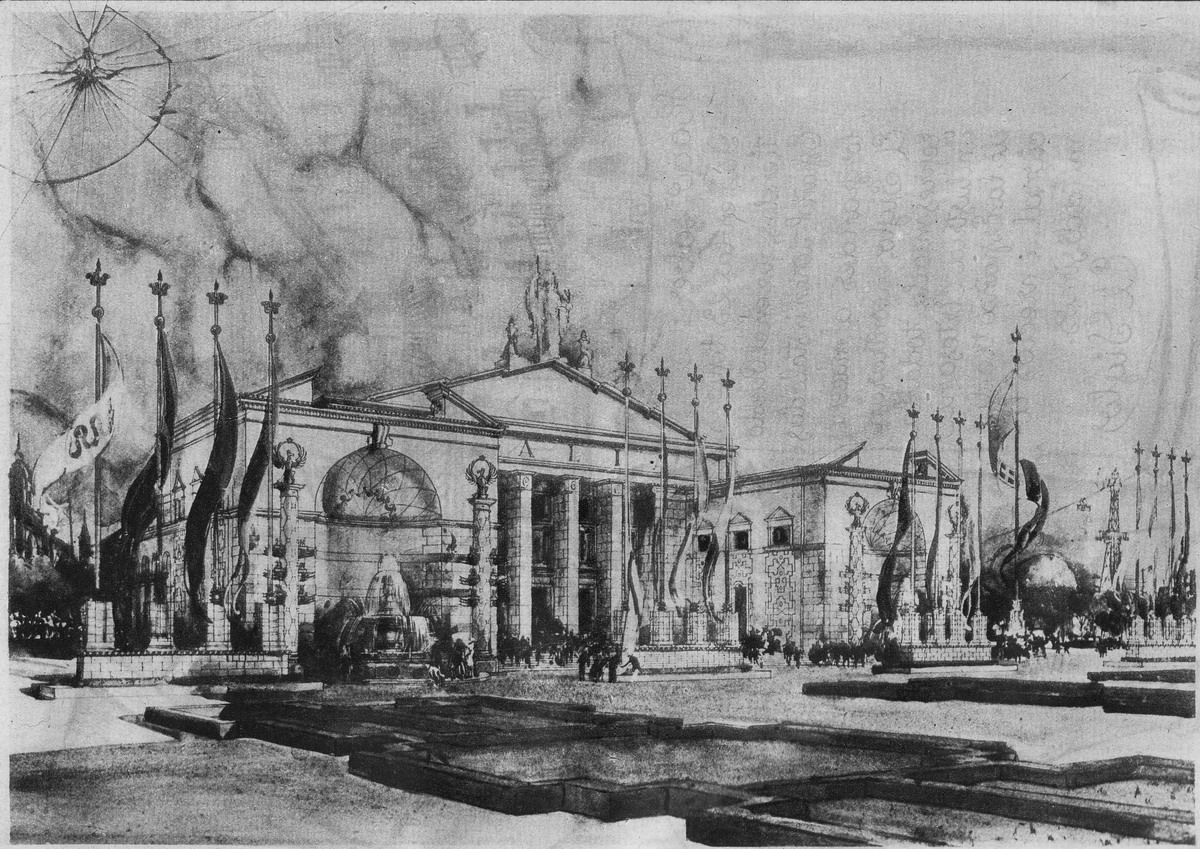
Pavelló d'Itàlia.
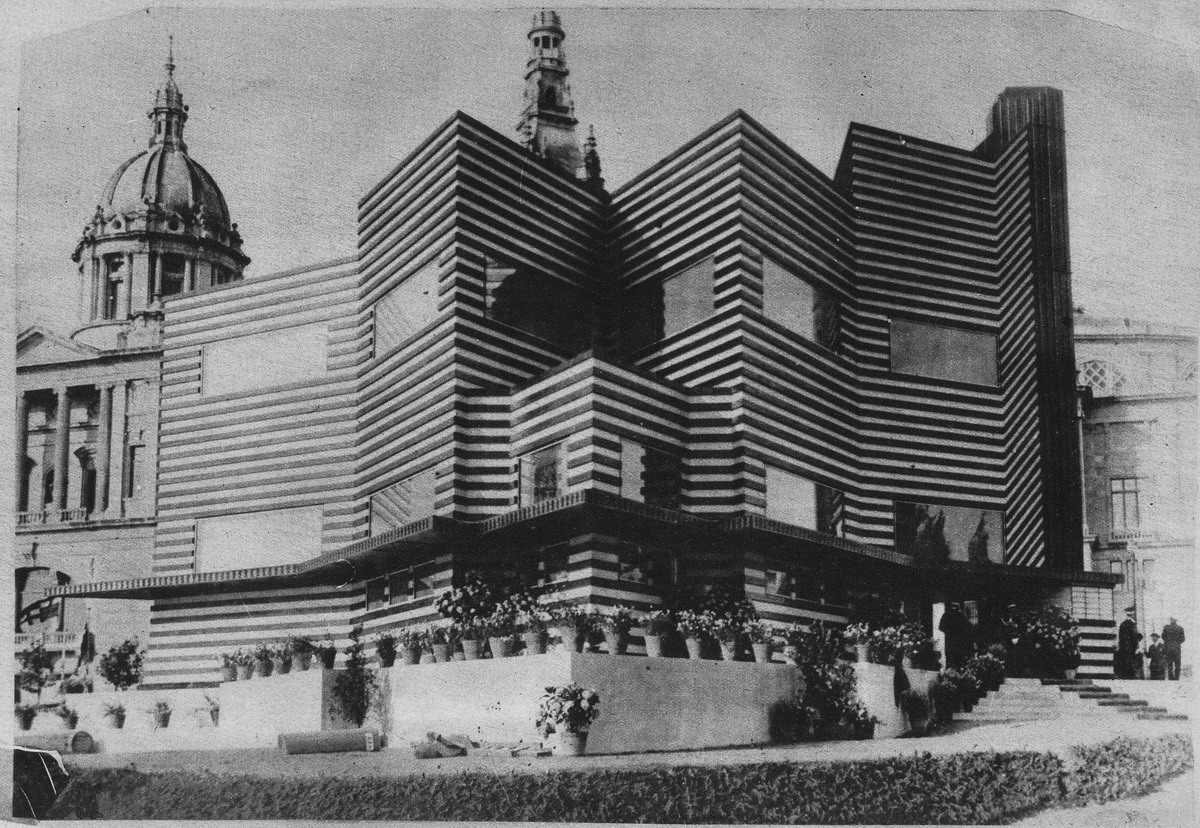
Pavelló dels Regnes Serbi, Croat i Eslovè.
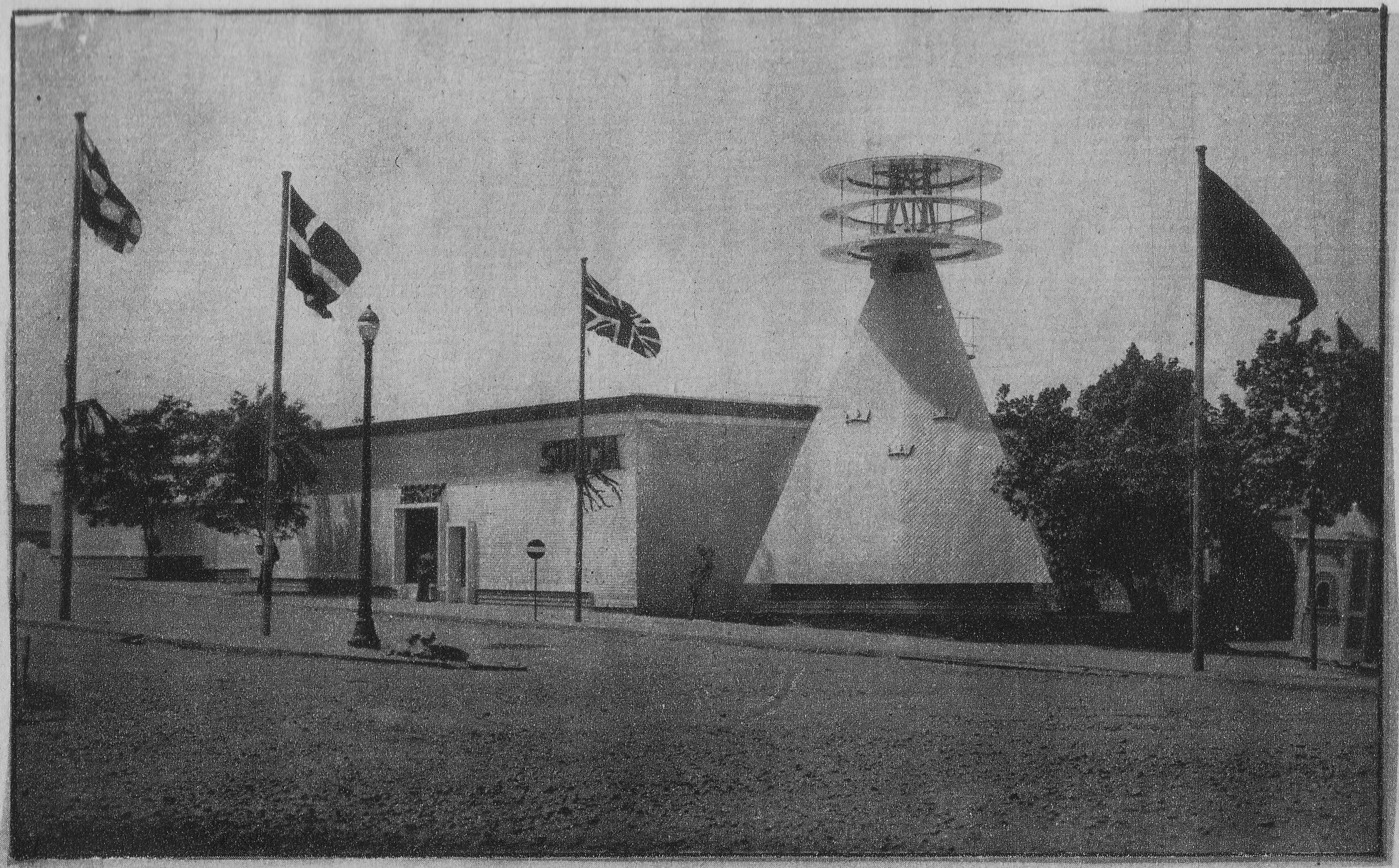
Pavelló de Suècia.

### Pavellons privats

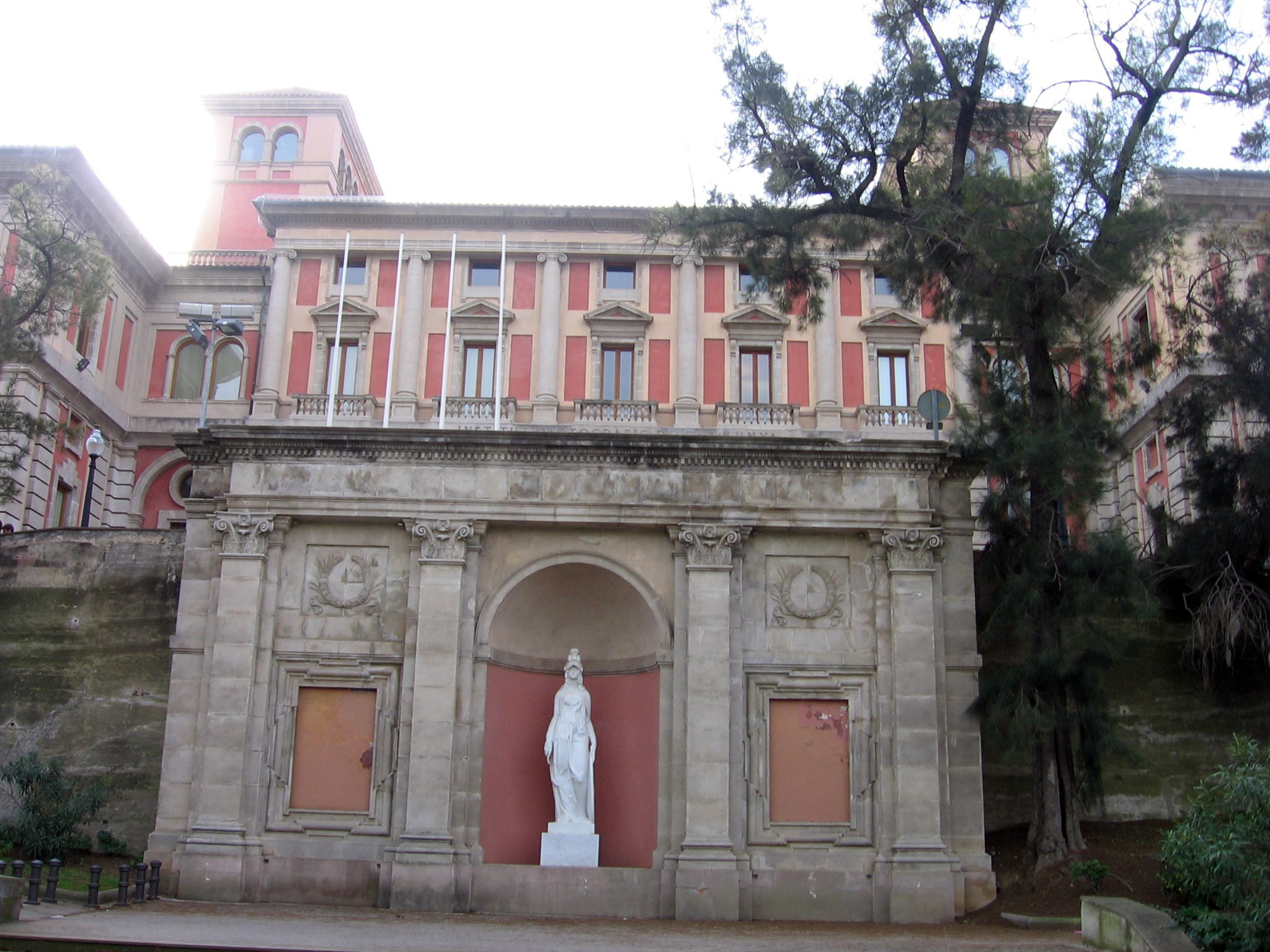
Pavelló de la Caixa d'Estalvis i Pensions de Barcelona

- Pavelló de la Caixa d'Estalvis i Pensions de Barcelona: situat al Passeig de Santa Madrona, fou obra de Josep Maria Ribas i Casas i Manuel Maria Mayol. D'estil eclèctic, presenta solucions estructurals basades en diversos estils: el cos central s'inspira en l'arquitectura palatina espanyola del segle xviii, mentre que els laterals remeten a l'arquitectura civil del nord d'Itàlia i les lògies evoquen les vil·les mediterrànies de gust noucentista. A causa de la seva situació elevada, al seu accés se situaren unes terrasses amb fonts lluminoses. Durant molt anys fou seu de l'Institut Nacional de Previsió i després romangué en estat d'abandó. El 1995, l'Institut Cartogràfic de Catalunya hi instal·là la seva seu.[cal citació]

- Pavelló de la Companyia General de Tabacs de Filipines: situat al Passeig de Santa Madrona, fou obra d'Antoni Darder realitzada el 1928. L'edifici té planta en forma d'«U», envoltat de jardins, amb una torre lateral i una cúpula octogonal sobre el seu cos central. Darder seguí l'estil art déco de moda als anys 1920, amb una intel·ligent distribució de l'espai interior i un versàtil joc de volums a l'exterior. El 1932 es convertí en l'Escola Bressol Municipal Forestier.[29]

- Pavelló del Subministrament d'Electricitat d'Alemanya: obra de Ludwig Mies van der Rohe i Lilly Reich, es trobava a la Plaça de la Llum, entre els palaus de Comunicacions i Transports i de l'Art Tèxtil. Edifici de volum únic i planta rectangular, semblant a una nau industrial, passà quasi desapercebut durant el certamen, essent una de les obres menys aconseguides de Mies i una de les darreres on realitzà murs de maó, passant-se des de llavors al vidre.[41]

- Pavelló d'Electric Supplies: es trobava a la plaça de l'Univers. L'edifici tenia planta de creu grega i una façana neoclàssica amb una sèrie de frontons esglaonats. La companyia Electric Supplies Co. fou l'encarregada de l'electrificació de tot el recinte de l'Exposició.[42]

- Can Jorba: es presentà amb una petita estructura rèplica de la Torre Eiffel de París, feta amb les lletres de la marca patrocinadora: la J a dalt i l'A a la base de la torre.[cal citació]

- Pavelló de Rocalla S.A.: aquesta companyia de materials de construcció va presentar un pavelló format per tres cossos esglaonats i una alta torre coronada per una estàtua eqüestre.[43]

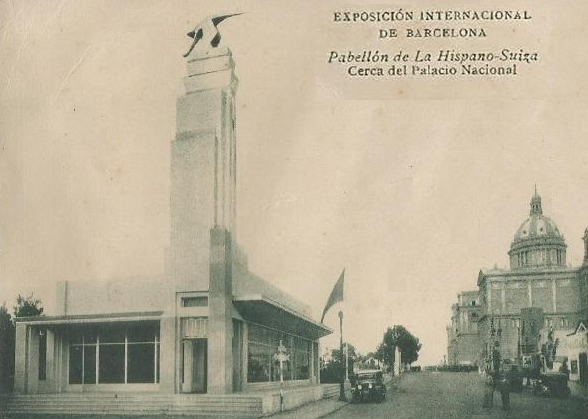
Pavelló de la Companyia Hispano-Suiza

- Pavelló d'Asland: aquesta fàbrica de ciments participà amb una torre de 50 m d'altura de vidre i formigó, amb un mirador i rematada per un far giratori.[44]

- Pavelló d'Uralita-Eternit-Zenit: estava dedicat a diverses empreses constructores d'estructures de fibrociment. Situat entre l'Estadi Olímpic i el Palau de les Missions, tenia una estètica avantguardista, amb una base circular elevada del sòl de la que sorgien tres alts tubs semblants a xemeneies, que tenien escrits els noms de les fàbriques patrocinadores.[45]

- Pavelló de la Confederació Hidrogràfica de l'Ebre: obra de Regino Borobio, fou un dels pocs edificis espanyols amb un disseny avantguardista, presentant un edifici en forma de caixa horitzontal amb una alta torre de senyalització.[46] Eestava decorat amb tres escultures al·legòriques de l'energia hidràulica, l'agricultura i la navegació, obra de Félix Burriel, mentre que a l'interior es van instal·lar diversos quadres de pantans i paisatges de la conca de l'Ebre, obra d'Ángel Díaz Domínguez.[47]

- Pavelló de Riegos y Energía de Valencia: l'empresa REVA, fundada el 1928 per a la construcció d'embassaments a la conca del riu Túria, va participar amb un petit pavelló situat entre els del Banco Vitalicio i la Confederación Hidrográfica del Ebro.[48]

- Pavelló de la Companyia Hispano-Suiza: obra d'Eusebi Bona, estava situat al mirador enfront al Palau Nacional. Era un edifici d'estil racionalista, amb una alta torre coronada per una escultura d'una cigonya, que era el símbol de la companyia automovilística.[49]

- Pavelló Nestlé-La Lechera: la companyia suïssa Nestlé va concórrer amb un pavelló situat al costat del palau de Victòria Eugènia, darrere del pavelló d'Alemanya, un petit edifici d'estil art déco de forma cilíndrica flanquejat de dues torres rectangulars amb la inscripció Nestlé en grans lletres. Incloïa un cinema a l'aire lliure i unes figures mecàniques que distreien al públic.[50]

- Pavelló dels exportadors espanyols d'oli d'oliva: es trobava al costat del Palau Nacional, i tenia forma de típica masia catalana.[51]

- Pavelló del Banco Vitalicio de España: situat al costat del Palau Nacional, va ser projectat per l'arquitecte Lluís Bonet i Garí [52]i tenia un original disseny arquitectònic, amb una decoració que assemblava palmeres tropicals, i una cúpula rematada per una estrella de clara inspiració gaudiniana.[53]

- Pavelló de la Constructora Naval: la Societat Espanyola de Construcció Naval va participar amb una pavelló situat en l'avui desapareguda plaça de Sant Antoni, en la confluència del passeig de Santa Madrona i l'avinguda de l'Estadi, obra d'Eugeni Pere Cendoya. En ell s'exposaven diversos productes relacionats amb la marina de guerra, la principal activitat de l'empresa. El pavelló es va mantenir empeus passada l'Exposició i va ser enderrocat probablement en els anys 1930.[54]

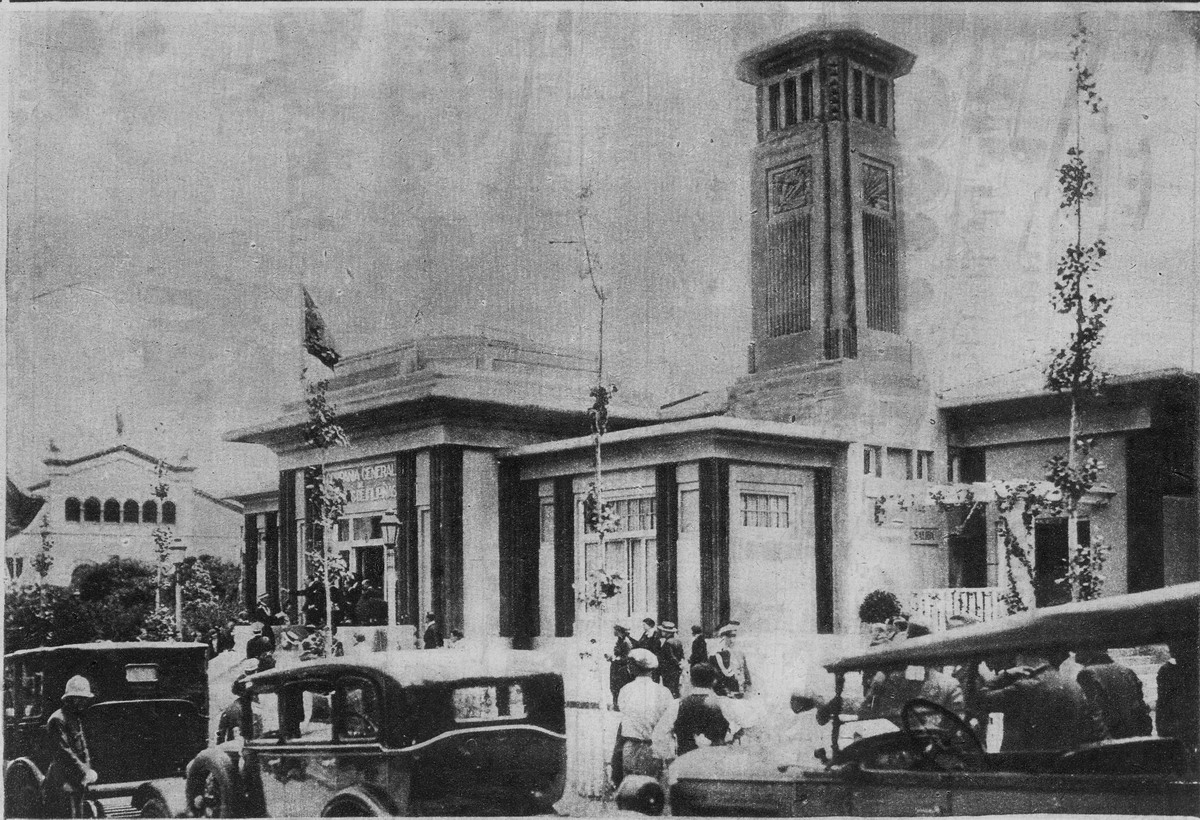
Pavelló de la Companyia General de Tabacs de Filipines

- Pavelló de La Equitativa: es trobava a la plaça de l'Univers, enquadrada en un conjunt de petits edificis que envoltaven la font monumental que hi havia a la plaça, i representava la companyia d'assegurances La Equitativa, filial de la nord-americana Equitable Life Assurance Society. Era d'estil art déco, de forma octogonal i rematat per una alta columna.[55]

- Estand de Burmeister & Wain: aquesta empresa danesa de motors i maquinària es va mostrar a l'Exposició amb un estand situat al costat del palau de Victòria Eugènia, amb una base períptera sobre la qual se situava un cos amb forma de piràmide truncada, al qual es veia l'emblema de la companyia, un drakar viking navegant entre els raigs del Sol.[56]

- Pavelló Pirelli: l'empresa italiana de pneumàtics Pirelli va participar en l'Exposició amb un pavelló propi, situat a l'avinguda de Montanyans, prop del Palau Nacional. Era obra de l'arquitecte Allodi, construïda en estil renaixentista llombard.[57]

- Estand de Maggi: l'empresa suïssa de pastilles de brou Maggi va participar amb un estand situat a la plaça de la Font Màgica. Obra de l'arquitecte J. Pujol, era un edifici d'aspecte contemporani rematat en la teulada per uns grans cubs en representació del producte estrella de la casa.[58]

- Estand de Paper de fumar Bambú: aquesta empresa valenciana de paper de tabac va posar un estand a la plaça de l'Univers, tocant a l'avinguda de la Reina Maria Cristina. Era bastant cridaner, de forma quadrangular i amb el nom de l'empresa en lletres grans a la teulada.[59]

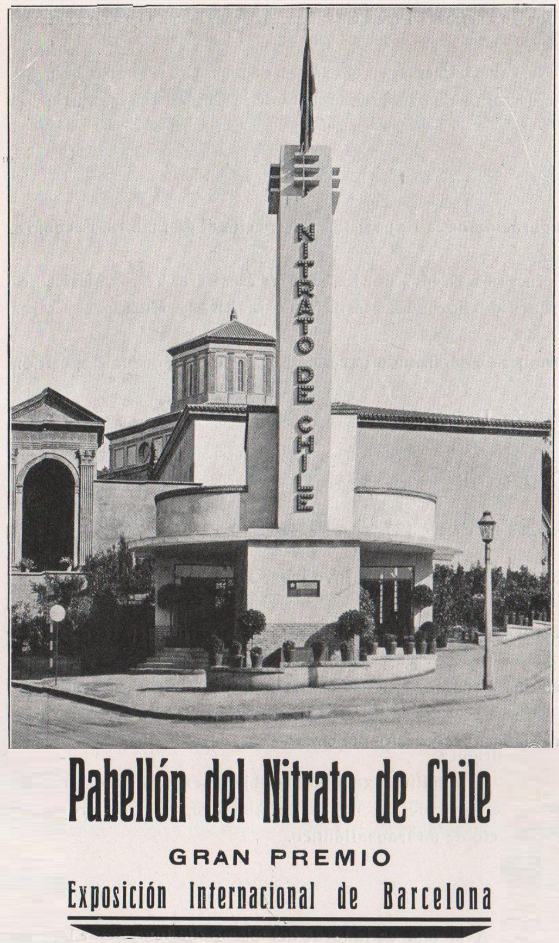
Pavelló de Nitrato de Chile.

- Pavelló de Perfumeries Gal: es trobava al costat del Palau Nacional, prop del pavelló del Regne dels Serbis, Croats i Eslovens. Obra del dissenyador Federico Ribas i l'arquitecte Vicente Sáenz Vallejo, era un edifici d'estil art déco, semblant al que l'empresa va presentar aquell mateix any a l'Exposició Iberoamericana de Sevilla. Tenia un pis de planta quadrada sobre el qual s'alçava una torre de forma prismàtica tallada a la seva base per tres plans. Tant les portes com les parets del pis baix eren de vidres de colors.[60]

- Pavelló de la Compañía Hispano-Americana de Electricidad (CHADE): aquesta empresa va ser constituïda el 1920 per un holding internacional europeu i tenia una forta implantació en nombrosos països sud-americans, especialment Argentina. Entre els seus fundadors es trobava el polític Francesc Cambó. El seu pavelló es trobava a l'esplanada contigua al Palau Nacional, al costat del pavelló de Pirelli. Era un edifici d'estil neoclàssic, rematat per frontons i uns gerros decoratius.[61]

- Pavelló de la Cooperativa de Fluido Eléctrico (CFE): aquesta empresa catalana fundada el 1920 va participar amb un pavelló d'estil racionalista situat al costat de l'anterior, prop del Palau Nacional.[62]

- Pavelló de Brown Boveri / Sociedad Española de Electricidad: Brown Boveri era una companyia suïssa fundada el 1891 que fabricava material i components elèctrics. A Espanya va participar en la creació de la Compañía Española de Fluido Eléctrico i es va vincular amb la Sociedad Española de Electricidad, amb la qual va compartir pavelló. Situat enfront del Pavelló de Barcelona, la seva arquitectura era tradicional, amb certa semblança al Mercat de les Flors.[63]

- Pavelló de Nitrato de Chile: aquesta companyia xilena de comercialització de salitre per a fertilitzant agrícola va participar amb un pavelló situat entre els palaus de les Arts Gràfiques (actual Museu d'Arqueologia) i de la Caixa de Pensions, d'estil racionalista.[64]

- Estand de Lithinés del Dr. Gustin: l'aigua de lithinés era una solució de carbonat de liti en pols diluïda en aigua que es prenia com a remei per a diverses malalties relacionades amb la presència d'àcid úric en el cos, com reumatisme, gota o artritis. Amb una patent del farmacèutic parisenc Arthur Mille, l'empresa que el comercialitzava es va presentar amb un estand d'estil racionalista, de petites dimensions, format per una barra rodona amb dos obeliscos de diversos cossos decreixents en altura, amb una coberta de vidre i metall. Es trobava a l'avinguda de Muntanyans, entre el Palau de la Química i el Parc d'Atraccions.[65]

- Pavelló de les Maravelles del Mar de les Índies: estava situat entre el Parc d'Atraccions de la Foixarda i la plaça de Sant Jordi, i era un edifici rectangular d'una nau, que al seu interior contenia una col·lecció de flora i fauna marina recopilada per Jacobus Hendrikus Soumokil, príncep d'Urumessing.[66]

- Pavelló Souk Africano: malgrat el seu nom aquest pavelló no representava a cap país en concret, sinó que era l'estand d'un grup de comerciants de productes magrebins, especialment del Marroc, Algèria i Tunísia, que en aquells dies encara eren colònies franceses. El pavelló era d'estil neomudèjar, amb una galeria d'entrada d'arcs de ferradura i un minaret lateral rematat en cúpula. Es trobava a la plaça d'Europa, entre el pavelló de Dinamarca i el Restaurant Ambassadeurs.[67]

- Quiosc-estand de Picon: la marca francesa de begudes alcohòliques Picon va concórrer al certamen amb un quiosc amb forma de templet d'estil àrab inspirat en l'arquitectura algeriana, país en el qual es va crear la marca el 1837. Estava situat en un dels extrems d'una escalinata que unia el final de l'avinguda que partia de l'Estadi Olímpic, on estava situada la secció internacional, i la plaça amb brolladors d'aigua situada enfront del Restaurant Ambassadeurs.[68]

- Estand de Cafè Gili: aquesta empresa va instal·lar un petit estand en una esplanada entre la Font Màgica i les cascades, al costat del palau de Victoria Eugènia. En el mateix es podien degustar els cafès de la marca Haití, que comercialitzava l'empresa Hijo de Jacinto Gili. Era un estand de petites dimensions però de disseny modern i innovador.[69]

- Estand de l'Aigua de Montserrat: comercialitzada per Destilerías de Flores y Plantas, era una aigua medicinal que es venia en un petit estand que simulava les roques de la muntanya de Montserrat, situat a prop del Palau Nacional.[70]

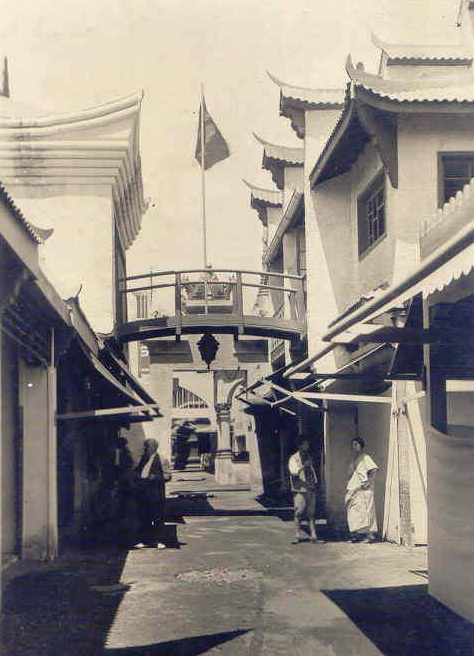
Poble Oriental

- Pavelló dels Artistes Reunits: obra de Jaume Mestres i Fossas, el seu objectiu fou donar a conèixer l'obra de diversos artistes catalans que no tenien representació a la Secció Oficial, pel que concorregueren de forma privada. L'edifici, d'estil art déco, tenia planta octogonal i cúpula esglaonada, mentre que la distribució de l'espai interior, així com la seva decoració, evocaven al racionalisme, una de les poques mostres nacionals de tipologia d'avantguarda. Es va organitzar una gran exposició d'obres de pintura, escultura, ceràmica, mobles, joies i altres objectes artístics, la majoria englobats dins de l'art déco, amb la participació d'artistes com Pau Gargallo, Josep Granyer, Josep Llorens i Artigas, Lluís Mercadé, Josep de Togores, Josep Obiols, Miquel Soldevila, Jaume Mercadé, Valeri Corberó, etc.[71]

- Pavelló de l'Escola Central d'Anormals de Madrid: situat en un extrem de l'esplanada de l'Estadi Olímpic, a la que avui dia és la plaça d'Europa, aquest pavelló va ser patrocinat pel Ministeri d'Instrucció Pública amb l'objectiu de difondre la tasca realitzada per aquesta escola dedicada als discapacitats. Es tractava d'un edifici inspirat en l'arquitectura andalusa, que va ser enderrocat després de l'Exposició.[72]

- Pavelló de Cartografia, conegut popularment com a Pavelló del Mapa d'Espanya: es trobava entre el Palau Nacional i el Pavelló de la Caixa de Pensions, y era un petit edifici de forma arrodonida coronat per un cupulí sobre columnes. Al seu interior havia un mapa en relleu d'Espanya. Va ser desmuntat després de l'Exposició.[73]

- Pavellons de Beneficència: a la cantonada entre el carrer de Lleida i l'avinguda del Paral·lel es van instal·lar una sèrie de petits pavellons dedicats a beneficència: atenció a la infantesa, cecs, tribunal de menors, persones desvalgudes, salut mental, etc.[74]

- Granja de la Asociación General de Ganaderos del Reino: el gremi de ramaders va organitzar una exposició en un recinte situat en una antiga pedrera, entre el Palau Nacional i l'Estadi Olímpic, al sector de la Foixarda, al costat de l'antic jardín botànic. L'edifici principal del recinte era una masia, en representació de la típica arquitectura rural catalana, al voltant de la qual hi havia diverses construccions menors on s'exhibia bestiar i productes derivats del sector, com llet, ous, formatges i mantegues. Passada l'Exposició es va mantenir la masia, que es troba actualment rodejada d'un jardí i és utilitzada per a activitats relacionades amb la jardineria.[75]

- Poble Oriental: a la carretera de l'Estadi, a l'altre costat del Parc d'Atraccions de la Foixarda —on ara es troba l'INEFC—, s'ubicà el Poble Oriental, un recinte anàleg al del Poble Espanyol però dedicat als països d'Orient, on es mostraven productes típics d'aquests països, des de la gastronomia fins a l'artesania. Estaven representats Índia, Pèrsia, Turquia, Ceilan, Birmània, Egipte, Tunísia, Hong-Kong, Palestina i Marroc. Com a element destacat cal citar una reproducció del Sant Sepulcre ubicada a la secció de Palestina.[76]

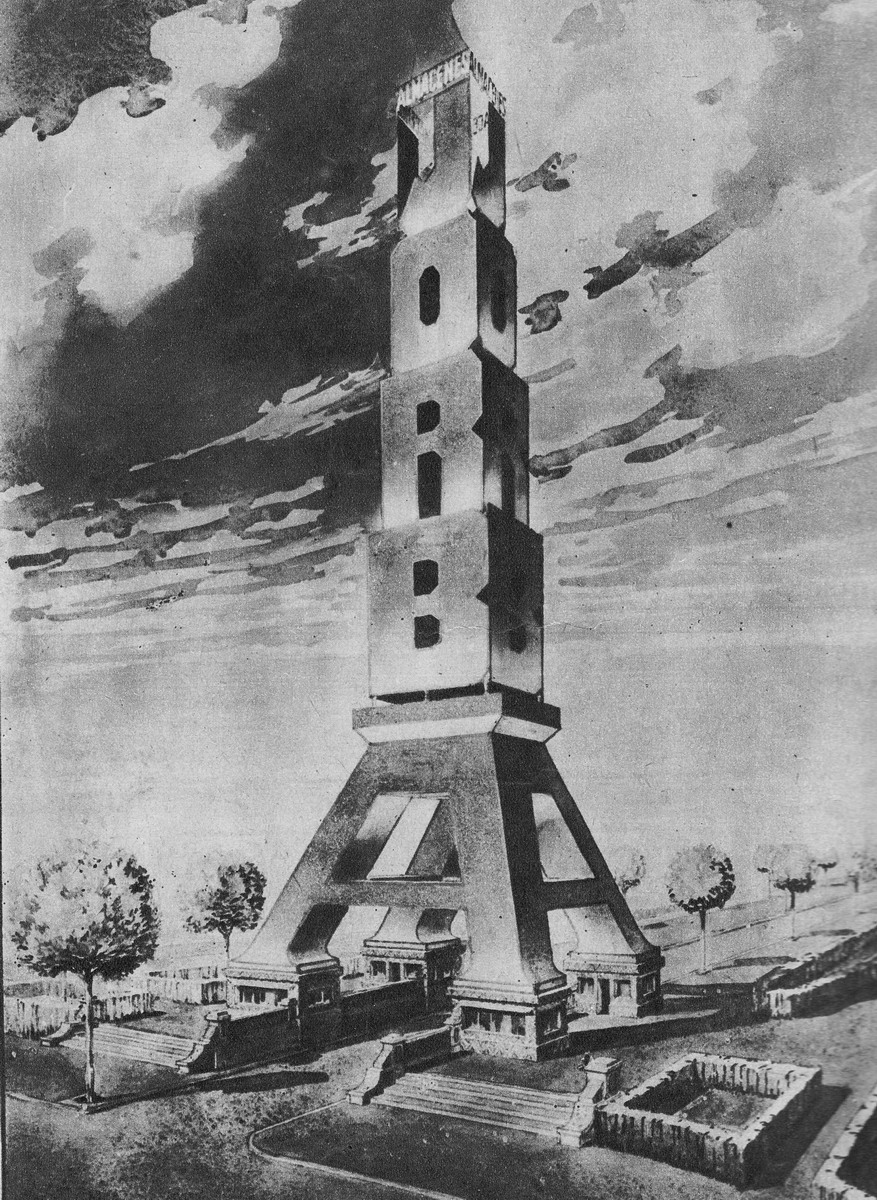
Pavelló dels magatzems Can Jorba.
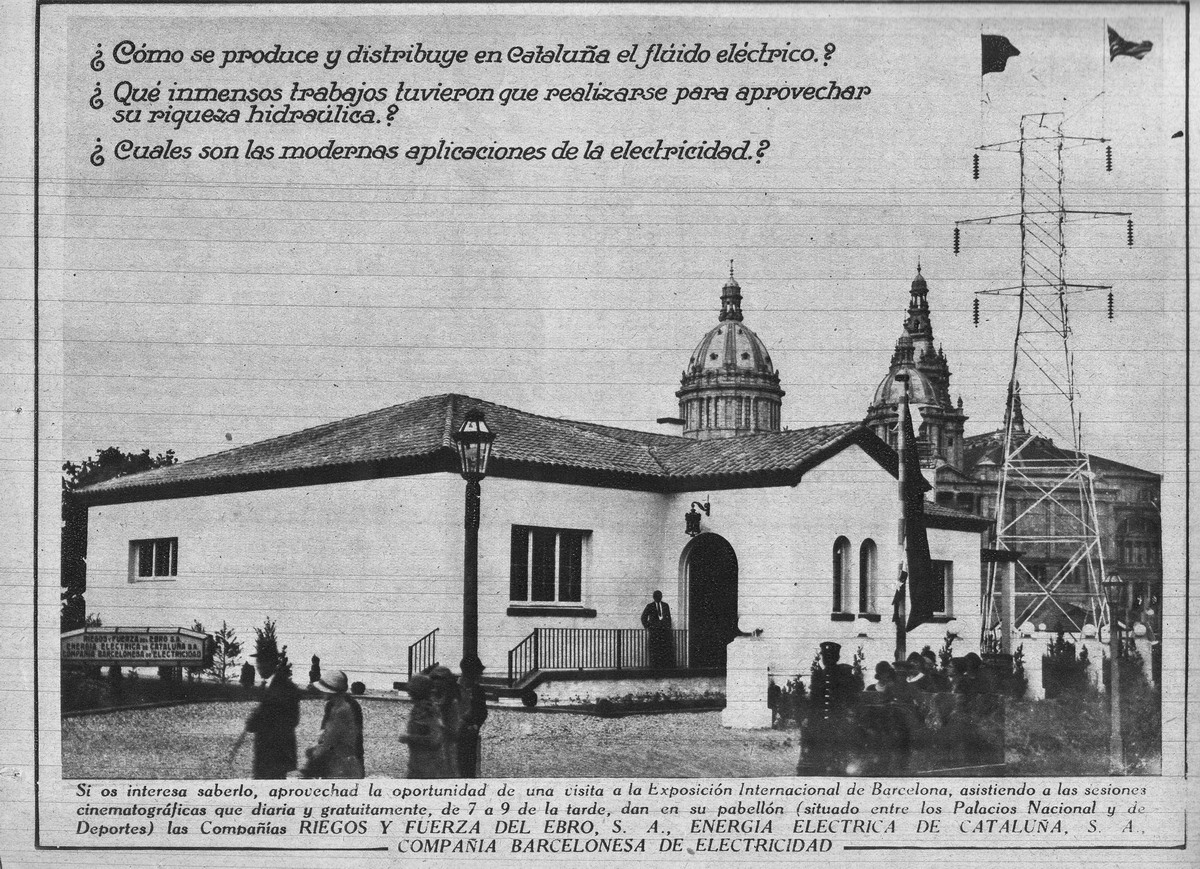
Pavelló de les elèctriques.
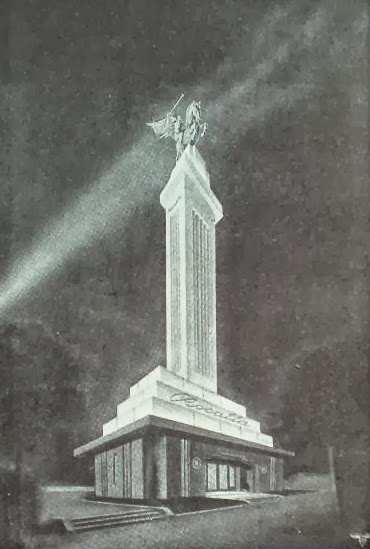
Pavelló de Rocalla S.A.
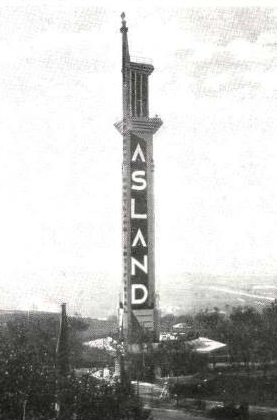
Pavelló d'Asland.
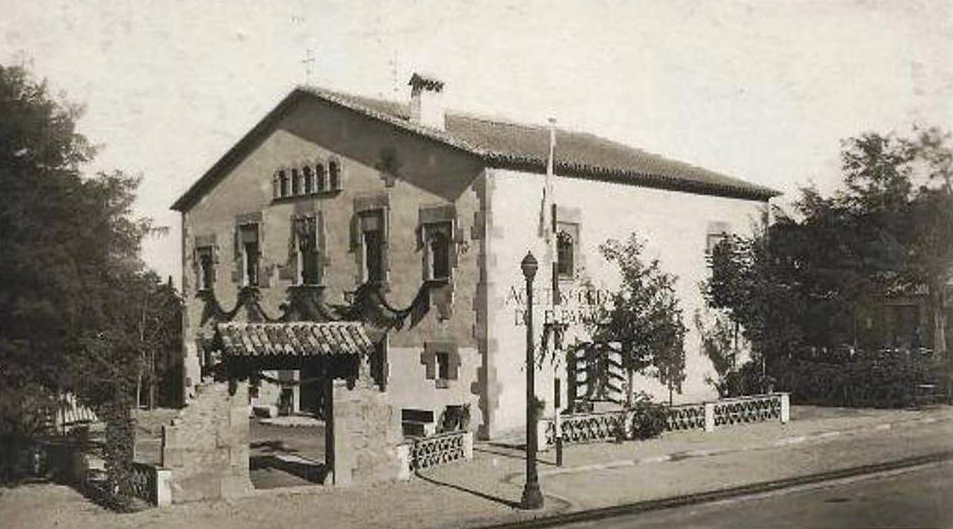
Pavelló dels exportadors espanyols d'oli d'oliva.
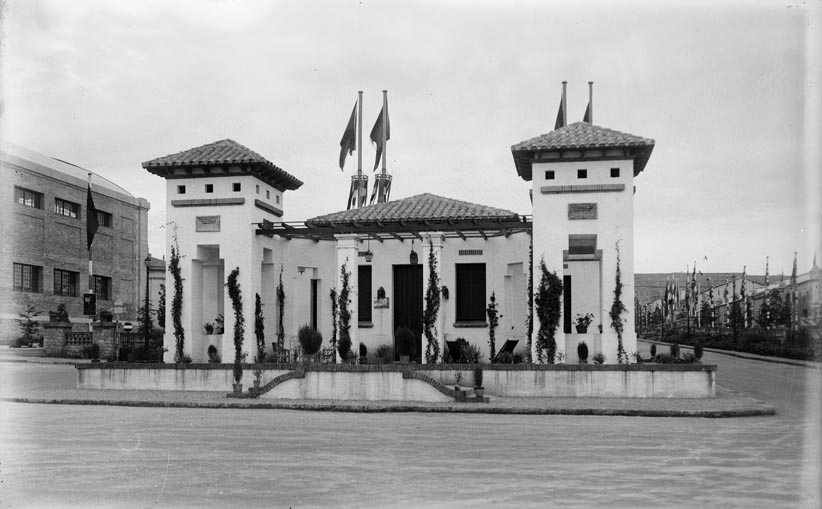
Pavelló de l'Escola Central d'Anormals de Madrid
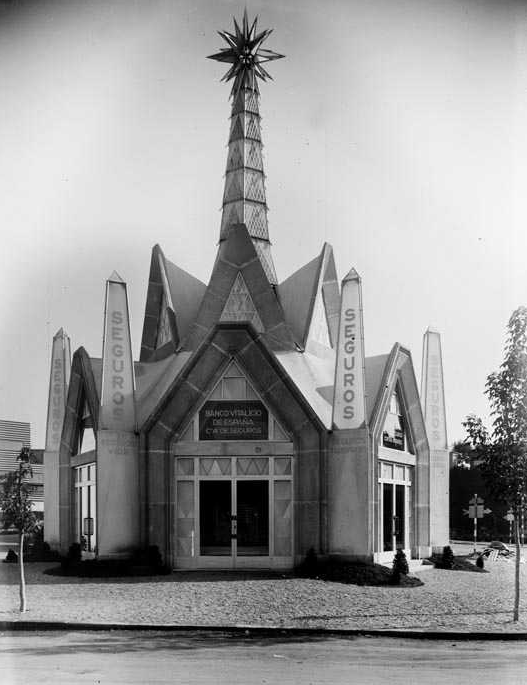
Pavelló del Banco Vitalicio de España.

## Altres obres per a l'Exposició

### Teatre Grec

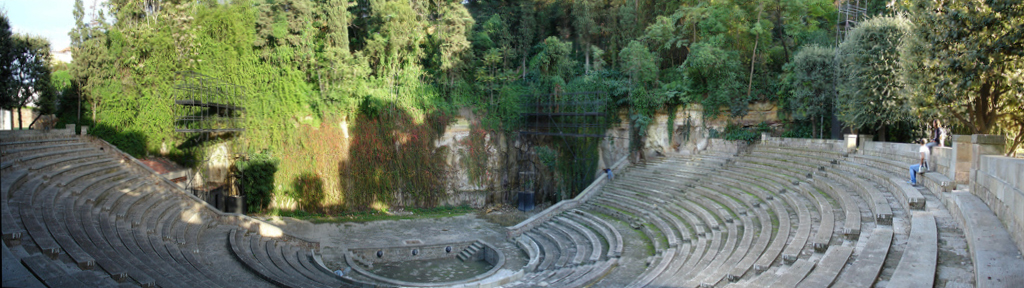
Teatre Grec

L'ajardinament de la muntanya de Montjuïc deixà obres com el Teatre Grec, teatre a l'aire lliure inspirat en els antics teatres grecs –especialment el d'Epidaure–, projectat per Ramon Reventós. Situat a l'espai d'una antiga pedrera, té un hemicicle de 460 m², amb un diàmetre de 70 m i capacitat per 2.000 persones. Actualment és seu del Festival Grec de Barcelona, que se celebra a l'estiu.
El teatre se situa als Jardins Laribal, projectats per Forestier i Rubió, on destaca la famosa Font del Gat, a l'entrada d'un edifici de Puig i Cadafalch convertit en restaurant (1925). Als jardins es van col·locar multitud d'escultures, amb obres de Josep Viladomat, Enric Casanovas, Josep Clarà, Pau Gargallo, Antoni Alsina, Joan Rebull, Josep Dunyach, etc. A la zona de Miramar es construí la Piscina de Montjuïc i un restaurant que el 1959 es convertí en el primer estudi de Televisió Espanyola a Barcelona.

### Estadi Olímpic

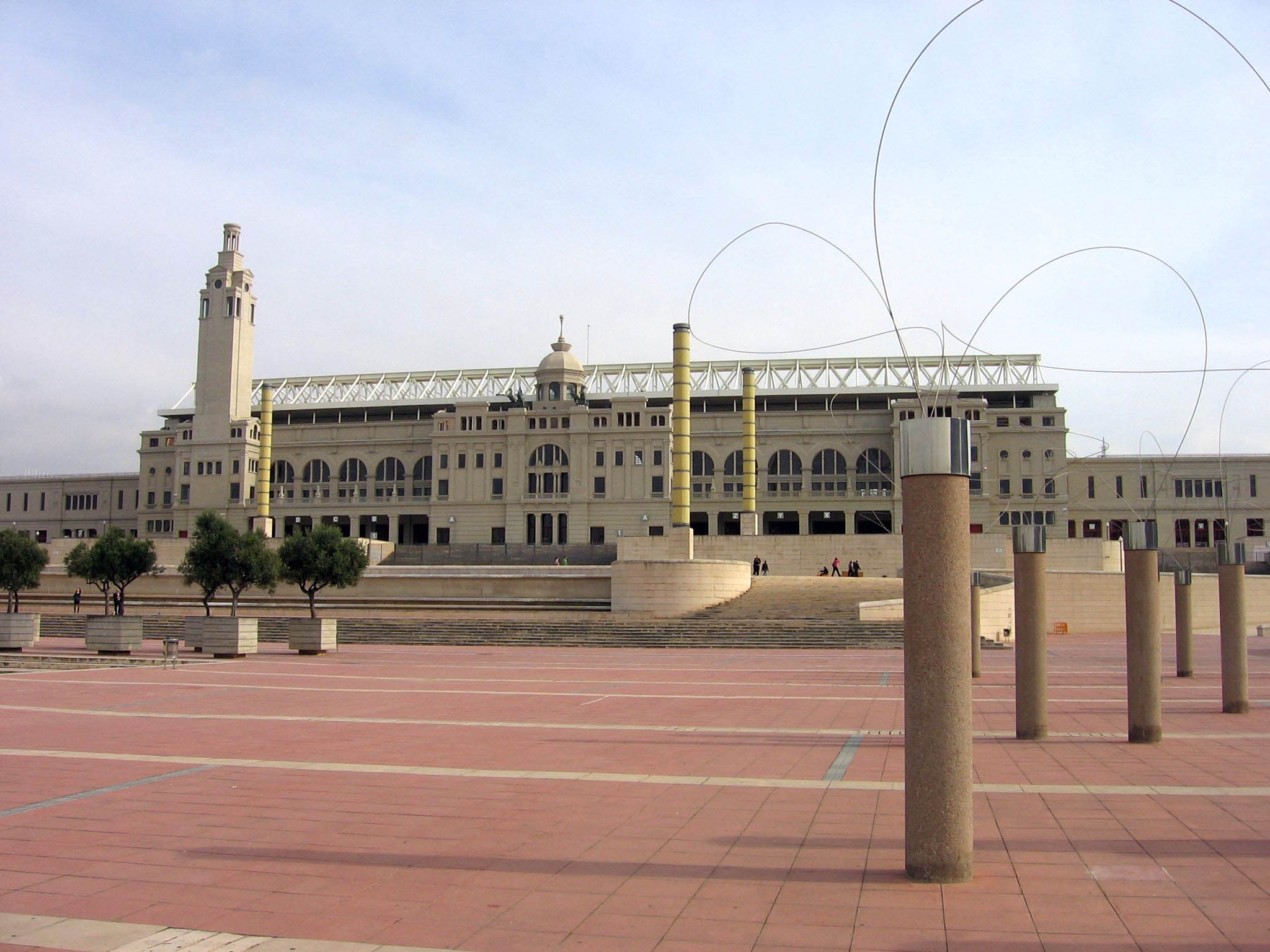
Estadi Olímpic

A dalt de la muntanya, al costat de la Secció Internacional, es construí l'Estadi Olímpic, dins de la secció dedicada als esports, obra de Pere Domènech i Roura. Tenia una superfície de 66.075 m² i una capacitat per 62.000 persones, essent en el seu moment el segon estadi més gran d'Europa, darrere del de Wembley. Disposava de camps per la pràctica del futbol i altres esports, devora les pistes dedicades a l'atletisme i instal·lacions per diversos esports com boxa, gimnàstica o esgrima, així com pista de tennis i piscina. La façana principal era d'aire monumental, amb una cúpula i una alta torre rematada per un templet. Es realitzà una decoració escultòrica on destacaven els Genets fent la salutació olímpica, dues escultures eqüestres en bronze de Pau Gargallo. L'edifici fou remodelat pels arquitectes Vittorio Gregotti, Frederic de Correa, Alfons Milà, Joan Margarit i Consarnau i Carles Buxadé pels Jocs Olímpics de Barcelona de 1992.

### Poble Espanyol

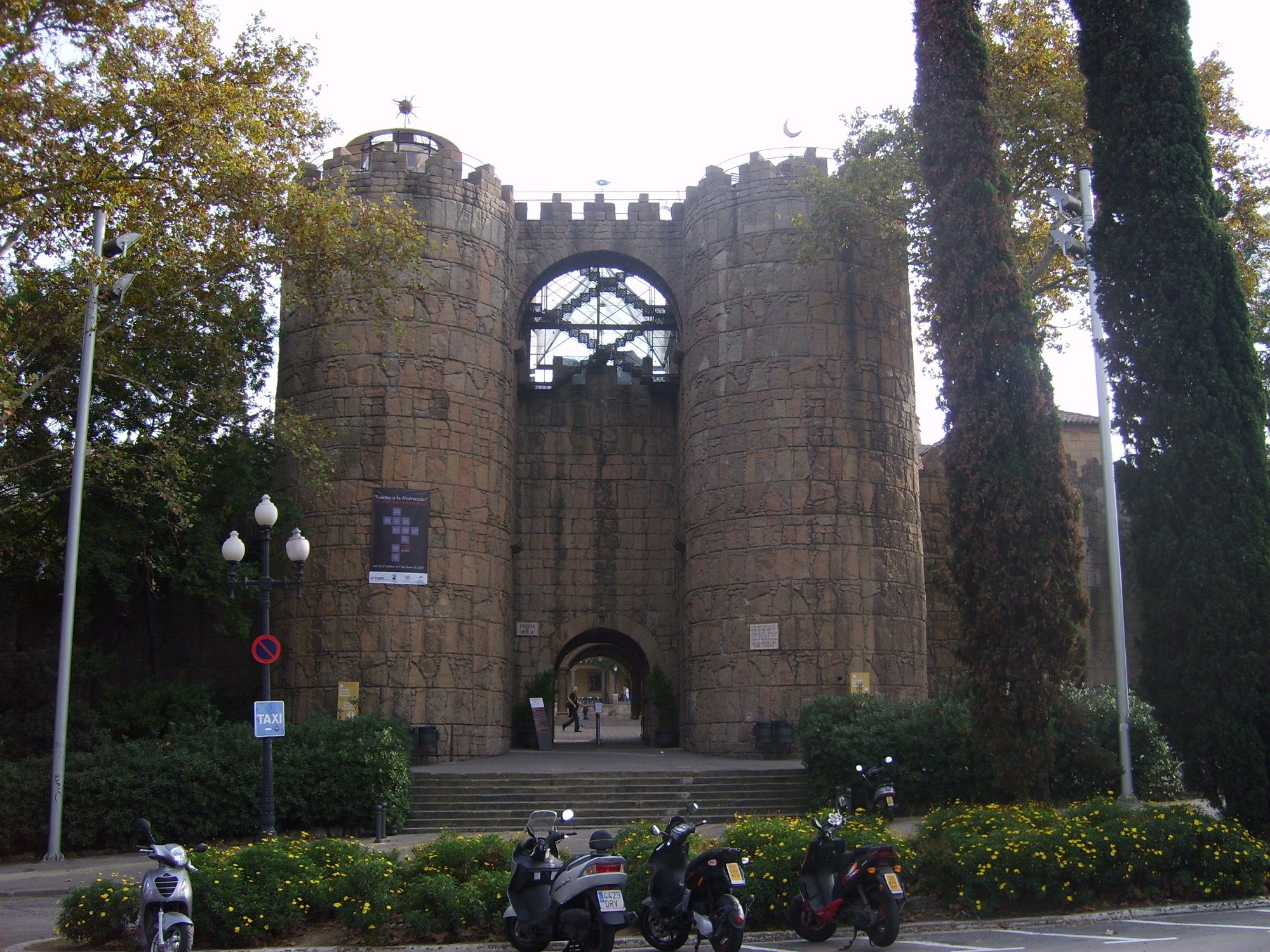
Entrada al Poble Espanyol, amb una reproducció de la muralla d'Àvila

Una obra que tingué molt d'èxit de públic fou el Poble Espanyol, un recinte que recull al seu interior reproduccions de diversos ambients urbans i arquitectònics de tot el conjunt del territori espanyol, en un ambient que va des de l'evocació folklòrica fins a la més estricta recreació arqueològica. Obra dels arquitectes Ramon Reventós i Francesc Folguera, comptà amb l'assessorament artístic de Miquel Utrillo i Xavier Nogués. El recinte està dividit en sis àrees regionals: castellano-extremenya, basco-navarresa, catalana-valenciana-balear, andalusa, aragonesa i gallega, entorn d'una Plaça Major i rodejat per una muralla (rèplica de la d'Àvila). Amb una superfície de 49.000 m², compta amb uns 117 edificis, part dels quals es poden visitar. Entre els monuments reproduïts destaquen el campanar mudèjar d'Utebo (Saragossa), els palaus del marquès de Peñaflor (Sevilla) i d'Ovando Solís (Càceres), el claustre de Sant Benet de Bages i el campanar romànic de Taradell.

### Parc d'atraccions de La Foixarda
Per a l'Exposició es va instal·lar també un parc d'atraccions en els terrenys de la Foixarda, darrere del Poble Espanyol. Comptava amb una muntanya russa, un tren de vapor que feia un recorregut de 2 km fins al Palau Nacional, uns cavallets, barraques de fira i diverses atraccions menors. Aquest parc va ser desmuntat després de l'Exposició, però a causa del seu èxit va sorgir la iniciativa d'instal·lar un altre permanent en el seu lloc. El nou parc, inaugurat el 14 de juliol de 1930, va rebre el nom de Maricel, i estava situat entre Miramar i l'estació del funicular, amb accés per la plaça de Dante. Tenia unes deu atraccions, entre les quals destacava una muntanya russa anomenada Bug, així com una pista de patinatge i diversos jocs, com la Carioca, la Ninfa, el Cupido o el Mono de la Suerte. També se celebraven espectacles i esdeveniments esportius. El parc incloïa un restaurant, regentat per l'Hotel Oriente. Va tancar les portes el 1936, a l'inici de la Guerra Civil. Aquest parc va ser un precedent del parc d'atraccions de Montjuïc inaugurat el 1966.

## Impacte

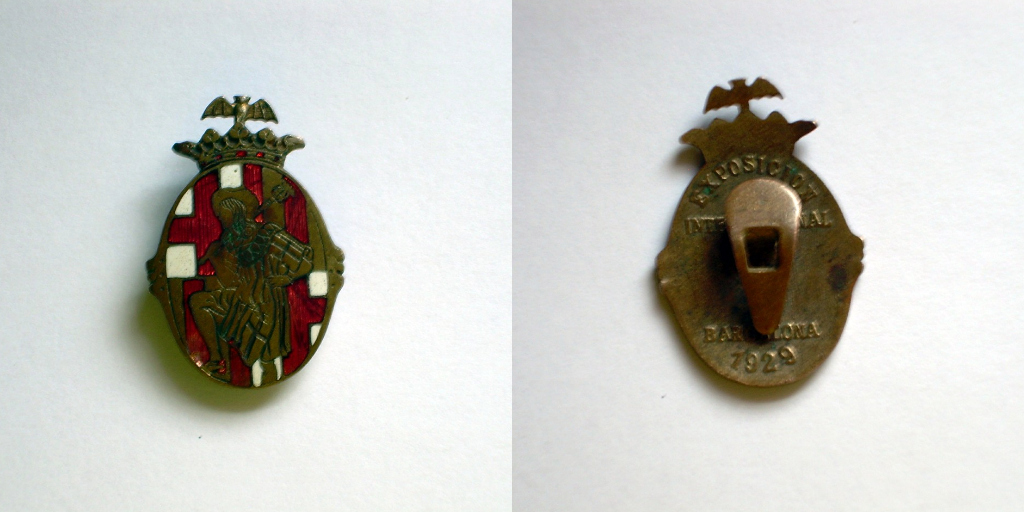
Insígnia Solapa

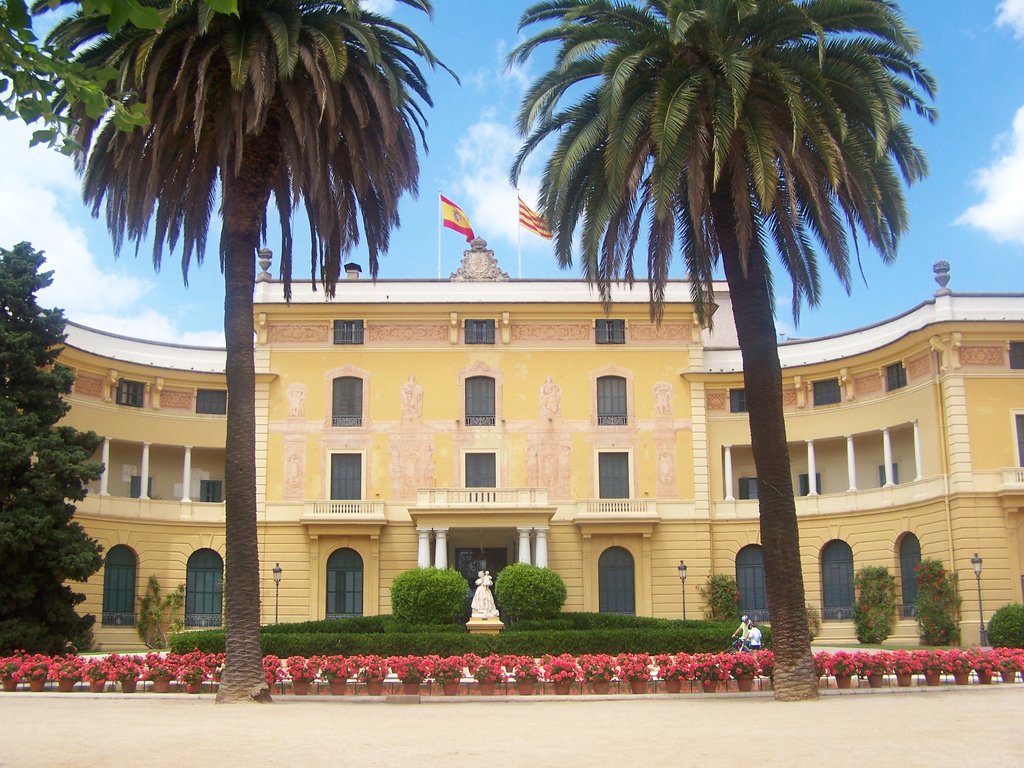
Palau Reial de Pedralbes

Com va ocórrer el 1888, l'Exposició de 1929 suposà un gran impacte envers la ciutat de Barcelona a nivell urbanístic, no només a la zona de Montjuïc, sinó que per tota la ciutat es van realitzar obres de millora i acondiciament: s'enjardinaren les places de Tetuan, Urquinaona i Letamendi; es construí el pont de Marina; s'urbanitzà la Plaça de Catalunya; i es perllongaren l'Avinguda Diagonal cap a l'oest i la Gran Via de les Corts Catalanes cap al sud-oest. També es van realitzar diverses obres públiques: es millorà l'asfaltat de carrers i el clavegueram, s'instal·laren lavabos públics i se substituí la il·luminació de gas per l'elèctrica.

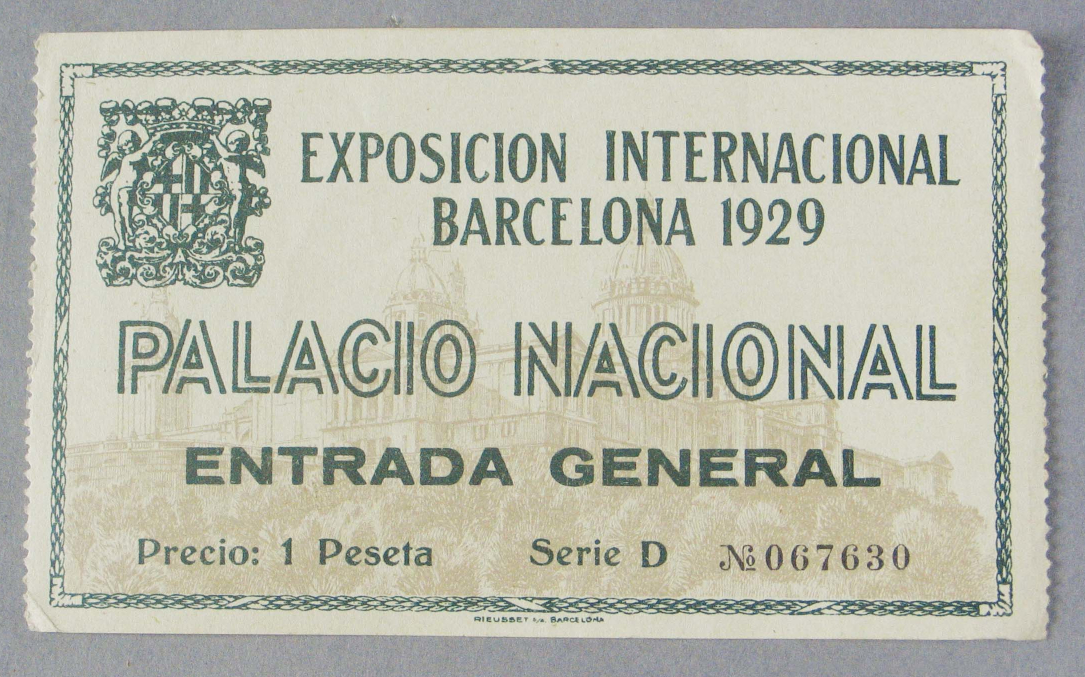
Entrada d'1 pta. (Sèrie D, núm. 067630) per al Palau Nacional.(Exposició El Arte en españa). Fons del Museu d' Història de Barcelona

També es van remodelar diversos edificis, com l'Ajuntament –on Josep Maria Sert pintà el Saló de Cròniques–, o la Generalitat –on es construí el pont flamíger que creua el carrer Bisbe–. Es van enllestir l'edifici de Correus i Telègrafs i l'Estació de França, que portaven diversos anys en obres. També es construí el Palau Reial de Pedralbes com a residència de la família reial, obra d'Eusebi Bona i Francesc Nebot, així com l'edifici de Telefònica a la plaça de Catalunya, del mateix Nebot.
Finalment, es van millorar les comunicacions de la ciutat, amb la construcció als anys 1920 de l'Aeroport del Prat, la supressió dels passos a nivell dins de la ciutat, la millora dels enllaços amb els barris perifèrics de la ciutat, el soterrament del "tren de Sarrià" (Ferrocarrils de la Generalitat de Catalunya), l'electrificació dels tramvies públics i l'ampliació de la línia III del Metro fins a Sants, connectant a Plaça d'Espanya amb el recinte de l'Exposició. Totes aquestes obres públiques comportaren una forta demanda de treball, provocant un gran augment de la immigració envers la ciutat comtal, provinent de tot arreu d'Espanya. L'augment de població comportà la construcció de diversos barris obrers de cases barates, com el Grup Aunós a Montjuïc i els Grups Milans del Bosch i Baró de Viver al Besòs.

## Fons gràfic
A l'Arxiu Fotogràfic de Barcelona es conserva el fons gràfic de l'exposició, format per 7.215 fotografies i 80 àlbums (6.245 fotografies) sobre la urbanització de la muntanya de Montjuïc i de la construcció de les infraestructures i reproduccions de dibuixos, plànols d'avantprojectes i projectes de les instal·lacions, també hi ha reportatges gràfics dels actes protocol·laris de l'esdeveniment. Les fotografies són obra d'Alexandre Merletti, Cuyás, Josep Brangulí, Roisin, Josep Maria Sagarra i Pérez de Rozas, entre d'altres. Es tracta d'un subfons molt interessant que ens mostra la magnitud de l'Exposició des del punt de vista cultural, social, urbanístic i arquitectònic.
El fons va arribar a l'Arxiu Històric de la Ciutat de Barcelona a través de diferents sectors de l'Ajuntament de Barcelona, principalment de la Comissió Especial Municipal del Parc i Palaus de Montjuïc i també del secretari de l'Exposició, Joaquim Montaner. Un cop a l'Arxiu, part del material es va registrar als llibres de registre de la Secció de Fotografia i posteriorment es guardà a la reserva, per passar a formar part del fons de l'AFB més endavant.